# فهرست سیارک‌ها (۱۳۸۰۰۱–۱۳۹۰۰۱)
فهرست سیارک‌ها (۱۳۸۰۰۱ - ۱۳۹۰۰۱) فهرست سیارک‌ها از ۱۳۸۰۰۱ تا ۱۳۹۰۰۱ است.
| نام    | نام انگلیسی | تاریخ کشف       |
| ------ | ----------- | --------------- |
| ۱۳۸۰۰۱ | 2000 CV82   | ۴ فوریه ۲۰۰۰    |
| ۱۳۸۰۰۲ | 2000 CN84   | ۴ فوریه ۲۰۰۰    |
| ۱۳۸۰۰۳ | 2000 CK85   | ۴ فوریه ۲۰۰۰    |
| ۱۳۸۰۰۴ | 2000 CW85   | ۴ فوریه ۲۰۰۰    |
| ۱۳۸۰۰۵ | 2000 CT87   | ۴ فوریه ۲۰۰۰    |
| ۱۳۸۰۰۶ | 2000 CV87   | ۴ فوریه ۲۰۰۰    |
| ۱۳۸۰۰۷ | 2000 CN88   | ۴ فوریه ۲۰۰۰    |
| ۱۳۸۰۰۸ | 2000 CT88   | ۴ فوریه ۲۰۰۰    |
| ۱۳۸۰۰۹ | 2000 CX99   | ۱۰ فوریه ۲۰۰۰   |
| ۱۳۸۰۱۰ | 2000 CG100  | ۱۰ فوریه ۲۰۰۰   |
| ۱۳۸۰۱۱ | 2000 CO100  | ۱۰ فوریه ۲۰۰۰   |
| ۱۳۸۰۱۲ | 2000 CC101  | ۱۲ فوریه ۲۰۰۰   |
| ۱۳۸۰۱۳ | 2000 CN101  | ۸ فوریه ۲۰۰۰    |
| ۱۳۸۰۱۴ | 2000 CN103  | ۸ فوریه ۲۰۰۰    |
| ۱۳۸۰۱۵ | 2000 CT109  | ۵ فوریه ۲۰۰۰    |
| ۱۳۸۰۱۶ | 2000 CQ111  | ۶ فوریه ۲۰۰۰    |
| ۱۳۸۰۱۷ | 2000 CG113  | ۸ فوریه ۲۰۰۰    |
| ۱۳۸۰۱۸ | 2000 CL113  | ۱۰ فوریه ۲۰۰۰   |
| ۱۳۸۰۱۹ | 2000 CG117  | ۳ فوریه ۲۰۰۰    |
| ۱۳۸۰۲۰ | 2000 CL118  | ۱۱ فوریه ۲۰۰۰   |
| ۱۳۸۰۲۱ | 2000 CG121  | ۲ فوریه ۲۰۰۰    |
| ۱۳۸۰۲۲ | 2000 CH121  | ۲ فوریه ۲۰۰۰    |
| ۱۳۸۰۲۳ | 2000 CL126  | ۴ فوریه ۲۰۰۰    |
| ۱۳۸۰۲۴ | 2000 CW131  | ۳ فوریه ۲۰۰۰    |
| ۱۳۸۰۲۵ | 2000 CB134  | ۴ فوریه ۲۰۰۰    |
| ۱۳۸۰۲۵ | 2000 DR     | ۲۴ فوریه ۲۰۰۰   |
| ۱۳۸۰۲۷ | 2000 DD1    | ۲۳ فوریه ۲۰۰۰   |
| ۱۳۸۰۲۸ | 2000 DY1    | ۲۶ فوریه ۲۰۰۰   |
| ۱۳۸۰۲۹ | 2000 DP2    | ۲۷ فوریه ۲۰۰۰   |
| ۱۳۸۰۳۰ | 2000 DP4    | ۲۸ فوریه ۲۰۰۰   |
| ۱۳۸۰۳۱ | 2000 DK9    | ۲۶ فوریه ۲۰۰۰   |
| ۱۳۸۰۳۲ | 2000 DC11   | ۲۶ فوریه ۲۰۰۰   |
| ۱۳۸۰۳۳ | 2000 DQ11   | ۲۷ فوریه ۲۰۰۰   |
| ۱۳۸۰۳۴ | 2000 DQ16   | ۲۹ فوریه ۲۰۰۰   |
| ۱۳۸۰۳۵ | 2000 DE17   | ۲۹ فوریه ۲۰۰۰   |
| ۱۳۸۰۳۶ | 2000 DM17   | ۲۹ فوریه ۲۰۰۰   |
| ۱۳۸۰۳۷ | 2000 DG18   | ۲۸ فوریه ۲۰۰۰   |
| ۱۳۸۰۳۸ | 2000 DV18   | ۲۹ فوریه ۲۰۰۰   |
| ۱۳۸۰۳۹ | 2000 DN19   | ۲۹ فوریه ۲۰۰۰   |
| ۱۳۸۰۴۰ | 2000 DJ21   | ۲۹ فوریه ۲۰۰۰   |
| ۱۳۸۰۴۱ | 2000 DN21   | ۲۹ فوریه ۲۰۰۰   |
| ۱۳۸۰۴۲ | 2000 DW21   | ۲۹ فوریه ۲۰۰۰   |
| ۱۳۸۰۴۳ | 2000 DT23   | ۲۹ فوریه ۲۰۰۰   |
| ۱۳۸۰۴۴ | 2000 DW24   | ۲۹ فوریه ۲۰۰۰   |
| ۱۳۸۰۴۵ | 2000 DD27   | ۲۹ فوریه ۲۰۰۰   |
| ۱۳۸۰۴۶ | 2000 DQ27   | ۲۹ فوریه ۲۰۰۰   |
| ۱۳۸۰۴۷ | 2000 DS30   | ۲۹ فوریه ۲۰۰۰   |
| ۱۳۸۰۴۸ | 2000 DG32   | ۲۹ فوریه ۲۰۰۰   |
| ۱۳۸۰۴۹ | 2000 DO33   | ۲۹ فوریه ۲۰۰۰   |
| ۱۳۸۰۵۰ | 2000 DJ34   | ۲۹ فوریه ۲۰۰۰   |
| ۱۳۸۰۵۱ | 2000 DM34   | ۲۹ فوریه ۲۰۰۰   |
| ۱۳۸۰۵۲ | 2000 DB36   | ۲۹ فوریه ۲۰۰۰   |
| ۱۳۸۰۵۳ | 2000 DL37   | ۲۹ فوریه ۲۰۰۰   |
| ۱۳۸۰۵۴ | 2000 DC38   | ۲۹ فوریه ۲۰۰۰   |
| ۱۳۸۰۵۵ | 2000 DM38   | ۲۹ فوریه ۲۰۰۰   |
| ۱۳۸۰۵۶ | 2000 DN38   | ۲۹ فوریه ۲۰۰۰   |
| ۱۳۸۰۵۷ | 2000 DQ38   | ۲۹ فوریه ۲۰۰۰   |
| ۱۳۸۰۵۸ | 2000 DX38   | ۲۹ فوریه ۲۰۰۰   |
| ۱۳۸۰۵۹ | 2000 DA39   | ۲۹ فوریه ۲۰۰۰   |
| ۱۳۸۰۶۰ | 2000 DC39   | ۲۹ فوریه ۲۰۰۰   |
| ۱۳۸۰۶۱ | 2000 DE39   | ۲۹ فوریه ۲۰۰۰   |
| ۱۳۸۰۶۲ | 2000 DB42   | ۲۹ فوریه ۲۰۰۰   |
| ۱۳۸۰۶۳ | 2000 DQ43   | ۲۹ فوریه ۲۰۰۰   |
| ۱۳۸۰۶۴ | 2000 DD45   | ۲۹ فوریه ۲۰۰۰   |
| ۱۳۸۰۶۵ | 2000 DB46   | ۲۹ فوریه ۲۰۰۰   |
| ۱۳۸۰۶۶ | 2000 DO47   | ۲۹ فوریه ۲۰۰۰   |
| ۱۳۸۰۶۷ | 2000 DX47   | ۲۹ فوریه ۲۰۰۰   |
| ۱۳۸۰۶۸ | 2000 DE51   | ۲۹ فوریه ۲۰۰۰   |
| ۱۳۸۰۶۹ | 2000 DY51   | ۲۹ فوریه ۲۰۰۰   |
| ۱۳۸۰۷۰ | 2000 DA53   | ۲۹ فوریه ۲۰۰۰   |
| ۱۳۸۰۷۱ | 2000 DH54   | ۲۹ فوریه ۲۰۰۰   |
| ۱۳۸۰۷۲ | 2000 DY54   | ۲۹ فوریه ۲۰۰۰   |
| ۱۳۸۰۷۳ | 2000 DJ56   | ۲۹ فوریه ۲۰۰۰   |
| ۱۳۸۰۷۴ | 2000 DD57   | ۲۹ فوریه ۲۰۰۰   |
| ۱۳۸۰۷۵ | 2000 DE57   | ۲۹ فوریه ۲۰۰۰   |
| ۱۳۸۰۷۶ | 2000 DQ57   | ۲۹ فوریه ۲۰۰۰   |
| ۱۳۸۰۷۷ | 2000 DV57   | ۲۹ فوریه ۲۰۰۰   |
| ۱۳۸۰۷۸ | 2000 DQ58   | ۲۹ فوریه ۲۰۰۰   |
| ۱۳۸۰۷۹ | 2000 DT58   | ۲۹ فوریه ۲۰۰۰   |
| ۱۳۸۰۸۰ | 2000 DA59   | ۲۹ فوریه ۲۰۰۰   |
| ۱۳۸۰۸۱ | 2000 DM60   | ۲۹ فوریه ۲۰۰۰   |
| ۱۳۸۰۸۲ | 2000 DO61   | ۲۹ فوریه ۲۰۰۰   |
| ۱۳۸۰۸۳ | 2000 DL62   | ۲۹ فوریه ۲۰۰۰   |
| ۱۳۸۰۸۴ | 2000 DY62   | ۲۹ فوریه ۲۰۰۰   |
| ۱۳۸۰۸۵ | 2000 DZ62   | ۲۹ فوریه ۲۰۰۰   |
| ۱۳۸۰۸۶ | 2000 DD64   | ۲۹ فوریه ۲۰۰۰   |
| ۱۳۸۰۸۷ | 2000 DQ64   | ۲۹ فوریه ۲۰۰۰   |
| ۱۳۸۰۸۸ | 2000 DE66   | ۲۹ فوریه ۲۰۰۰   |
| ۱۳۸۰۸۹ | 2000 DQ67   | ۲۹ فوریه ۲۰۰۰   |
| ۱۳۸۰۹۰ | 2000 DS68   | ۲۹ فوریه ۲۰۰۰   |
| ۱۳۸۰۹۱ | 2000 DC69   | ۲۹ فوریه ۲۰۰۰   |
| ۱۳۸۰۹۲ | 2000 DY69   | ۲۹ فوریه ۲۰۰۰   |
| ۱۳۸۰۹۳ | 2000 DF72   | ۲۹ فوریه ۲۰۰۰   |
| ۱۳۸۰۹۴ | 2000 DR72   | ۲۹ فوریه ۲۰۰۰   |
| ۱۳۸۰۹۵ | 2000 DK79   | ۲۶ فوریه ۲۰۰۰   |
| ۱۳۸۰۹۶ | 2000 DL80   | ۲۸ فوریه ۲۰۰۰   |
| ۱۳۸۰۹۷ | 2000 DZ80   | ۲۸ فوریه ۲۰۰۰   |
| ۱۳۸۰۹۸ | 2000 DK81   | ۲۸ فوریه ۲۰۰۰   |
| ۱۳۸۰۹۹ | 2000 DT83   | ۲۸ فوریه ۲۰۰۰   |
| ۱۳۸۱۰۰ | 2000 DU84   | ۲۹ فوریه ۲۰۰۰   |
| ۱۳۸۱۰۱ | 2000 DM86   | ۲۹ فوریه ۲۰۰۰   |
| ۱۳۸۱۰۲ | 2000 DE90   | ۲۷ فوریه ۲۰۰۰   |
| ۱۳۸۱۰۳ | 2000 DK90   | ۲۷ فوریه ۲۰۰۰   |
| ۱۳۸۱۰۴ | 2000 DQ92   | ۲۷ فوریه ۲۰۰۰   |
| ۱۳۸۱۰۵ | 2000 DS93   | ۲۸ فوریه ۲۰۰۰   |
| ۱۳۸۱۰۶ | 2000 DB96   | ۲۹ فوریه ۲۰۰۰   |
| ۱۳۸۱۰۷ | 2000 DL96   | ۲۹ فوریه ۲۰۰۰   |
| ۱۳۸۱۰۸ | 2000 DC102  | ۲۹ فوریه ۲۰۰۰   |
| ۱۳۸۱۰۹ | 2000 DD102  | ۲۹ فوریه ۲۰۰۰   |
| ۱۳۸۱۱۰ | 2000 DW102  | ۲۹ فوریه ۲۰۰۰   |
| ۱۳۸۱۱۱ | 2000 DO106  | ۲۹ فوریه ۲۰۰۰   |
| ۱۳۸۱۱۲ | 2000 DB107  | ۲۹ فوریه ۲۰۰۰   |
| ۱۳۸۱۱۳ | 2000 DR110  | ۲۷ فوریه ۲۰۰۰   |
| ۱۳۸۱۱۴ | 2000 DK115  | ۲۷ فوریه ۲۰۰۰   |
| ۱۳۸۱۱۵ | 2000 DV116  | ۲۶ فوریه ۲۰۰۰   |
| ۱۳۸۱۱۵ | 2000 EZ     | ۳ مارس ۲۰۰۰     |
| ۱۳۸۱۱۷ | 2000 EJ2    | ۳ مارس ۲۰۰۰     |
| ۱۳۸۱۱۸ | 2000 EA4    | ۱ مارس ۲۰۰۰     |
| ۱۳۸۱۱۹ | 2000 EO4    | ۲ مارس ۲۰۰۰     |
| ۱۳۸۱۲۰ | 2000 ED5    | ۲ مارس ۲۰۰۰     |
| ۱۳۸۱۲۱ | 2000 EK8    | ۳ مارس ۲۰۰۰     |
| ۱۳۸۱۲۲ | 2000 ER10   | ۴ مارس ۲۰۰۰     |
| ۱۳۸۱۲۳ | 2000 ES10   | ۴ مارس ۲۰۰۰     |
| ۱۳۸۱۲۴ | 2000 EG11   | ۴ مارس ۲۰۰۰     |
| ۱۳۸۱۲۵ | 2000 EE12   | ۴ مارس ۲۰۰۰     |
| ۱۳۸۱۲۶ | 2000 EC13   | ۴ مارس ۲۰۰۰     |
| ۱۳۸۱۲۷ | 2000 EE14   | ۴ مارس ۲۰۰۰     |
| ۱۳۸۱۲۸ | 2000 ES14   | ۳ مارس ۲۰۰۰     |
| ۱۳۸۱۲۹ | 2000 EH17   | ۳ مارس ۲۰۰۰     |
| ۱۳۸۱۳۰ | 2000 EO18   | ۵ مارس ۲۰۰۰     |
| ۱۳۸۱۳۱ | 2000 ES20   | ۳ مارس ۲۰۰۰     |
| ۱۳۸۱۳۲ | 2000 EZ20   | ۳ مارس ۲۰۰۰     |
| ۱۳۸۱۳۳ | 2000 EY21   | ۵ مارس ۲۰۰۰     |
| ۱۳۸۱۳۴ | 2000 ET22   | ۳ مارس ۲۰۰۰     |
| ۱۳۸۱۳۵ | 2000 EV24   | ۸ مارس ۲۰۰۰     |
| ۱۳۸۱۳۶ | 2000 EE29   | ۴ مارس ۲۰۰۰     |
| ۱۳۸۱۳۷ | 2000 EW31   | ۵ مارس ۲۰۰۰     |
| ۱۳۸۱۳۸ | 2000 EQ32   | ۵ مارس ۲۰۰۰     |
| ۱۳۸۱۳۹ | 2000 EV43   | ۸ مارس ۲۰۰۰     |
| ۱۳۸۱۴۰ | 2000 EZ43   | ۸ مارس ۲۰۰۰     |
| ۱۳۸۱۴۱ | 2000 EV45   | ۹ مارس ۲۰۰۰     |
| ۱۳۸۱۴۲ | 2000 EE50   | ۹ مارس ۲۰۰۰     |
| ۱۳۸۱۴۳ | 2000 EL54   | ۹ مارس ۲۰۰۰     |
| ۱۳۸۱۴۴ | 2000 EH56   | ۸ مارس ۲۰۰۰     |
| ۱۳۸۱۴۵ | 2000 EO59   | ۱۰ مارس ۲۰۰۰    |
| ۱۳۸۱۴۶ | 2000 EW60   | ۱۰ مارس ۲۰۰۰    |
| ۱۳۸۱۴۷ | 2000 ER61   | ۱۰ مارس ۲۰۰۰    |
| ۱۳۸۱۴۸ | 2000 EJ63   | ۱۰ مارس ۲۰۰۰    |
| ۱۳۸۱۴۹ | 2000 EG64   | ۱۰ مارس ۲۰۰۰    |
| ۱۳۸۱۵۰ | 2000 EY64   | ۱۰ مارس ۲۰۰۰    |
| ۱۳۸۱۵۱ | 2000 EE66   | ۱۰ مارس ۲۰۰۰    |
| ۱۳۸۱۵۲ | 2000 EO68   | ۱۰ مارس ۲۰۰۰    |
| ۱۳۸۱۵۳ | 2000 EW68   | ۱۰ مارس ۲۰۰۰    |
| ۱۳۸۱۵۴ | 2000 EO69   | ۱۰ مارس ۲۰۰۰    |
| ۱۳۸۱۵۵ | 2000 ES70   | ۶ مارس ۲۰۰۰     |
| ۱۳۸۱۵۶ | 2000 EE73   | ۱۰ مارس ۲۰۰۰    |
| ۱۳۸۱۵۷ | 2000 EJ77   | ۵ مارس ۲۰۰۰     |
| ۱۳۸۱۵۸ | 2000 ED82   | ۵ مارس ۲۰۰۰     |
| ۱۳۸۱۵۹ | 2000 EC85   | ۸ مارس ۲۰۰۰     |
| ۱۳۸۱۶۰ | 2000 ET87   | ۸ مارس ۲۰۰۰     |
| ۱۳۸۱۶۱ | 2000 EB88   | ۹ مارس ۲۰۰۰     |
| ۱۳۸۱۶۲ | 2000 EH88   | ۹ مارس ۲۰۰۰     |
| ۱۳۸۱۶۳ | 2000 EK93   | ۹ مارس ۲۰۰۰     |
| ۱۳۸۱۶۴ | 2000 EG96   | ۱۱ مارس ۲۰۰۰    |
| ۱۳۸۱۶۵ | 2000 EM96   | ۱۲ مارس ۲۰۰۰    |
| ۱۳۸۱۶۶ | 2000 ER97   | ۱۰ مارس ۲۰۰۰    |
| ۱۳۸۱۶۷ | 2000 EP99   | ۱۲ مارس ۲۰۰۰    |
| ۱۳۸۱۶۸ | 2000 EK100  | ۱۲ مارس ۲۰۰۰    |
| ۱۳۸۱۶۹ | 2000 EN100  | ۱۲ مارس ۲۰۰۰    |
| ۱۳۸۱۷۰ | 2000 EP100  | ۱۲ مارس ۲۰۰۰    |
| ۱۳۸۱۷۱ | 2000 EK102  | ۱۴ مارس ۲۰۰۰    |
| ۱۳۸۱۷۲ | 2000 EU102  | ۱۴ مارس ۲۰۰۰    |
| ۱۳۸۱۷۳ | 2000 ET103  | ۱۲ مارس ۲۰۰۰    |
| ۱۳۸۱۷۴ | 2000 EV103  | ۱۳ مارس ۲۰۰۰    |
| ۱۳۸۱۷۵ | 2000 EE104  | ۱۱ مارس ۲۰۰۰    |
| ۱۳۸۱۷۶ | 2000 EM105  | ۱۱ مارس ۲۰۰۰    |
| ۱۳۸۱۷۷ | 2000 EP105  | ۱۱ مارس ۲۰۰۰    |
| ۱۳۸۱۷۸ | 2000 EK106  | ۱۱ مارس ۲۰۰۰    |
| ۱۳۸۱۷۹ | 2000 EY107  | ۸ مارس ۲۰۰۰     |
| ۱۳۸۱۸۰ | 2000 EN110  | ۸ مارس ۲۰۰۰     |
| ۱۳۸۱۸۱ | 2000 ET110  | ۸ مارس ۲۰۰۰     |
| ۱۳۸۱۸۲ | 2000 EC111  | ۸ مارس ۲۰۰۰     |
| ۱۳۸۱۸۳ | 2000 EF112  | ۹ مارس ۲۰۰۰     |
| ۱۳۸۱۸۴ | 2000 EQ112  | ۹ مارس ۲۰۰۰     |
| ۱۳۸۱۸۵ | 2000 EK113  | ۹ مارس ۲۰۰۰     |
| ۱۳۸۱۸۶ | 2000 EB115  | ۱۰ مارس ۲۰۰۰    |
| ۱۳۸۱۸۷ | 2000 EJ115  | ۱۰ مارس ۲۰۰۰    |
| ۱۳۸۱۸۸ | 2000 EV115  | ۱۰ مارس ۲۰۰۰    |
| ۱۳۸۱۸۹ | 2000 EZ115  | ۱۰ مارس ۲۰۰۰    |
| ۱۳۸۱۹۰ | 2000 EK118  | ۱۱ مارس ۲۰۰۰    |
| ۱۳۸۱۹۱ | 2000 EH119  | ۱۱ مارس ۲۰۰۰    |
| ۱۳۸۱۹۲ | 2000 EA120  | ۱۱ مارس ۲۰۰۰    |
| ۱۳۸۱۹۳ | 2000 ER124  | ۱۱ مارس ۲۰۰۰    |
| ۱۳۸۱۹۴ | 2000 EA127  | ۱۱ مارس ۲۰۰۰    |
| ۱۳۸۱۹۵ | 2000 EG128  | ۱۱ مارس ۲۰۰۰    |
| ۱۳۸۱۹۶ | 2000 ES129  | ۱۱ مارس ۲۰۰۰    |
| ۱۳۸۱۹۷ | 2000 EG131  | ۱۱ مارس ۲۰۰۰    |
| ۱۳۸۱۹۸ | 2000 EV131  | ۱۱ مارس ۲۰۰۰    |
| ۱۳۸۱۹۹ | 2000 EJ132  | ۱۱ مارس ۲۰۰۰    |
| ۱۳۸۲۰۰ | 2000 EW137  | ۱۰ مارس ۲۰۰۰    |
| ۱۳۸۲۰۱ | 2000 EZ137  | ۱۱ مارس ۲۰۰۰    |
| ۱۳۸۲۰۲ | 2000 EG139  | ۱۱ مارس ۲۰۰۰    |
| ۱۳۸۲۰۳ | 2000 EJ142  | ۳ مارس ۲۰۰۰     |
| ۱۳۸۲۰۴ | 2000 EY146  | ۴ مارس ۲۰۰۰     |
| ۱۳۸۲۰۵ | 2000 EZ148  | ۴ مارس ۲۰۰۰     |
| ۱۳۸۲۰۶ | 2000 EJ149  | ۵ مارس ۲۰۰۰     |
| ۱۳۸۲۰۷ | 2000 EN149  | ۵ مارس ۲۰۰۰     |
| ۱۳۸۲۰۸ | 2000 EN162  | ۳ مارس ۲۰۰۰     |
| ۱۳۸۲۰۹ | 2000 EK163  | ۳ مارس ۲۰۰۰     |
| ۱۳۸۲۱۰ | 2000 EA166  | ۳ مارس ۲۰۰۰     |
| ۱۳۸۲۱۱ | 2000 EF167  | ۴ مارس ۲۰۰۰     |
| ۱۳۸۲۱۲ | 2000 EY172  | ۱ مارس ۲۰۰۰     |
| ۱۳۸۲۱۳ | 2000 EL174  | ۳ مارس ۲۰۰۰     |
| ۱۳۸۲۱۴ | 2000 EU178  | ۴ مارس ۲۰۰۰     |
| ۱۳۸۲۱۵ | 2000 EJ181  | ۴ مارس ۲۰۰۰     |
| ۱۳۸۲۱۶ | 2000 EG183  | ۵ مارس ۲۰۰۰     |
| ۱۳۸۲۱۷ | 2000 EJ192  | ۳ مارس ۲۰۰۰     |
| ۱۳۸۲۱۸ | 2000 EW193  | ۳ مارس ۲۰۰۰     |
| ۱۳۸۲۱۹ | 2000 EF196  | ۳ مارس ۲۰۰۰     |
| ۱۳۸۲۲۰ | 2000 ET196  | ۳ مارس ۲۰۰۰     |
| ۱۳۸۲۲۱ | 2000 EC207  | ۳ مارس ۲۰۰۰     |
| ۱۳۸۲۲۲ | 2000 FU3    | ۲۸ مارس ۲۰۰۰    |
| ۱۳۸۲۲۳ | 2000 FK6    | ۲۵ مارس ۲۰۰۰    |
| ۱۳۸۲۲۴ | 2000 FB7    | ۲۹ مارس ۲۰۰۰    |
| ۱۳۸۲۲۵ | 2000 FR8    | ۲۹ مارس ۲۰۰۰    |
| ۱۳۸۲۲۶ | 2000 FV12   | ۲۸ مارس ۲۰۰۰    |
| ۱۳۸۲۲۷ | 2000 FK16   | ۲۸ مارس ۲۰۰۰    |
| ۱۳۸۲۲۸ | 2000 FG17   | ۲۸ مارس ۲۰۰۰    |
| ۱۳۸۲۲۹ | 2000 FV18   | ۲۹ مارس ۲۰۰۰    |
| ۱۳۸۲۳۰ | 2000 FE19   | ۲۹ مارس ۲۰۰۰    |
| ۱۳۸۲۳۱ | 2000 FK20   | ۲۹ مارس ۲۰۰۰    |
| ۱۳۸۲۳۲ | 2000 FV22   | ۳۰ مارس ۲۰۰۰    |
| ۱۳۸۲۳۳ | 2000 FM23   | ۲۹ مارس ۲۰۰۰    |
| ۱۳۸۲۳۴ | 2000 FN23   | ۲۹ مارس ۲۰۰۰    |
| ۱۳۸۲۳۵ | 2000 FV24   | ۲۹ مارس ۲۰۰۰    |
| ۱۳۸۲۳۶ | 2000 FA25   | ۲۹ مارس ۲۰۰۰    |
| ۱۳۸۲۳۷ | 2000 FQ28   | ۲۷ مارس ۲۰۰۰    |
| ۱۳۸۲۳۸ | 2000 FQ30   | ۲۷ مارس ۲۰۰۰    |
| ۱۳۸۲۳۹ | 2000 FU32   | ۲۹ مارس ۲۰۰۰    |
| ۱۳۸۲۴۰ | 2000 FP33   | ۲۹ مارس ۲۰۰۰    |
| ۱۳۸۲۴۱ | 2000 FS33   | ۲۹ مارس ۲۰۰۰    |
| ۱۳۸۲۴۲ | 2000 FW33   | ۲۹ مارس ۲۰۰۰    |
| ۱۳۸۲۴۳ | 2000 FQ35   | ۲۹ مارس ۲۰۰۰    |
| ۱۳۸۲۴۴ | 2000 FJ38   | ۲۹ مارس ۲۰۰۰    |
| ۱۳۸۲۴۵ | 2000 FG40   | ۲۹ مارس ۲۰۰۰    |
| ۱۳۸۲۴۶ | 2000 FZ46   | ۲۹ مارس ۲۰۰۰    |
| ۱۳۸۲۴۷ | 2000 FN50   | ۲۹ مارس ۲۰۰۰    |
| ۱۳۸۲۴۸ | 2000 FP53   | ۳۰ مارس ۲۰۰۰    |
| ۱۳۸۲۴۹ | 2000 FL56   | ۲۹ مارس ۲۰۰۰    |
| ۱۳۸۲۵۰ | 2000 FS56   | ۲۹ مارس ۲۰۰۰    |
| ۱۳۸۲۵۱ | 2000 FH57   | ۲۶ مارس ۲۰۰۰    |
| ۱۳۸۲۵۲ | 2000 FM58   | ۲۷ مارس ۲۰۰۰    |
| ۱۳۸۲۵۳ | 2000 FB60   | ۲۹ مارس ۲۰۰۰    |
| ۱۳۸۲۵۴ | 2000 FD61   | ۲۹ مارس ۲۰۰۰    |
| ۱۳۸۲۵۵ | 2000 FJ69   | ۲۷ مارس ۲۰۰۰    |
| ۱۳۸۲۵۶ | 2000 FR69   | ۲۷ مارس ۲۰۰۰    |
| ۱۳۸۲۵۷ | 2000 FR70   | ۲۹ مارس ۲۰۰۰    |
| ۱۳۸۲۵۸ | 2000 GD2    | ۳ آوریل ۲۰۰۰    |
| ۱۳۸۲۵۹ | 2000 GQ3    | ۵ آوریل ۲۰۰۰    |
| ۱۳۸۲۶۰ | 2000 GS3    | ۵ آوریل ۲۰۰۰    |
| ۱۳۸۲۶۱ | 2000 GR4    | ۵ آوریل ۲۰۰۰    |
| ۱۳۸۲۶۲ | 2000 GM9    | ۵ آوریل ۲۰۰۰    |
| ۱۳۸۲۶۳ | 2000 GW9    | ۵ آوریل ۲۰۰۰    |
| ۱۳۸۲۶۴ | 2000 GQ11   | ۵ آوریل ۲۰۰۰    |
| ۱۳۸۲۶۵ | 2000 GY13   | ۵ آوریل ۲۰۰۰    |
| ۱۳۸۲۶۶ | 2000 GC14   | ۵ آوریل ۲۰۰۰    |
| ۱۳۸۲۶۷ | 2000 GQ15   | ۵ آوریل ۲۰۰۰    |
| ۱۳۸۲۶۸ | 2000 GR15   | ۵ آوریل ۲۰۰۰    |
| ۱۳۸۲۶۹ | 2000 GY15   | ۵ آوریل ۲۰۰۰    |
| ۱۳۸۲۷۰ | 2000 GZ15   | ۵ آوریل ۲۰۰۰    |
| ۱۳۸۲۷۱ | 2000 GS16   | ۵ آوریل ۲۰۰۰    |
| ۱۳۸۲۷۲ | 2000 GX17   | ۵ آوریل ۲۰۰۰    |
| ۱۳۸۲۷۳ | 2000 GL19   | ۵ آوریل ۲۰۰۰    |
| ۱۳۸۲۷۴ | 2000 GY19   | ۵ آوریل ۲۰۰۰    |
| ۱۳۸۲۷۵ | 2000 GG20   | ۵ آوریل ۲۰۰۰    |
| ۱۳۸۲۷۶ | 2000 GL21   | ۸ آوریل ۲۰۰۰    |
| ۱۳۸۲۷۷ | 2000 GT23   | ۵ آوریل ۲۰۰۰    |
| ۱۳۸۲۷۸ | 2000 GY23   | ۵ آوریل ۲۰۰۰    |
| ۱۳۸۲۷۹ | 2000 GB24   | ۵ آوریل ۲۰۰۰    |
| ۱۳۸۲۸۰ | 2000 GC24   | ۵ آوریل ۲۰۰۰    |
| ۱۳۸۲۸۱ | 2000 GM25   | ۵ آوریل ۲۰۰۰    |
| ۱۳۸۲۸۲ | 2000 GA30   | ۵ آوریل ۲۰۰۰    |
| ۱۳۸۲۸۳ | 2000 GP30   | ۵ آوریل ۲۰۰۰    |
| ۱۳۸۲۸۴ | 2000 GS30   | ۵ آوریل ۲۰۰۰    |
| ۱۳۸۲۸۵ | 2000 GF31   | ۵ آوریل ۲۰۰۰    |
| ۱۳۸۲۸۶ | 2000 GO32   | ۵ آوریل ۲۰۰۰    |
| ۱۳۸۲۸۷ | 2000 GB33   | ۵ آوریل ۲۰۰۰    |
| ۱۳۸۲۸۸ | 2000 GH33   | ۵ آوریل ۲۰۰۰    |
| ۱۳۸۲۸۹ | 2000 GS33   | ۵ آوریل ۲۰۰۰    |
| ۱۳۸۲۹۰ | 2000 GW33   | ۵ آوریل ۲۰۰۰    |
| ۱۳۸۲۹۱ | 2000 GF34   | ۵ آوریل ۲۰۰۰    |
| ۱۳۸۲۹۲ | 2000 GE37   | ۵ آوریل ۲۰۰۰    |
| ۱۳۸۲۹۳ | 2000 GF37   | ۵ آوریل ۲۰۰۰    |
| ۱۳۸۲۹۴ | 2000 GC38   | ۵ آوریل ۲۰۰۰    |
| ۱۳۸۲۹۵ | 2000 GZ39   | ۵ آوریل ۲۰۰۰    |
| ۱۳۸۲۹۶ | 2000 GE40   | ۵ آوریل ۲۰۰۰    |
| ۱۳۸۲۹۷ | 2000 GQ41   | ۵ آوریل ۲۰۰۰    |
| ۱۳۸۲۹۸ | 2000 GG46   | ۵ آوریل ۲۰۰۰    |
| ۱۳۸۲۹۹ | 2000 GH46   | ۵ آوریل ۲۰۰۰    |
| ۱۳۸۳۰۰ | 2000 GX48   | ۵ آوریل ۲۰۰۰    |
| ۱۳۸۳۰۱ | 2000 GO49   | ۵ آوریل ۲۰۰۰    |
| ۱۳۸۳۰۲ | 2000 GH53   | ۵ آوریل ۲۰۰۰    |
| ۱۳۸۳۰۳ | 2000 GB54   | ۵ آوریل ۲۰۰۰    |
| ۱۳۸۳۰۴ | 2000 GE55   | ۵ آوریل ۲۰۰۰    |
| ۱۳۸۳۰۵ | 2000 GV57   | ۵ آوریل ۲۰۰۰    |
| ۱۳۸۳۰۶ | 2000 GK59   | ۵ آوریل ۲۰۰۰    |
| ۱۳۸۳۰۷ | 2000 GT59   | ۵ آوریل ۲۰۰۰    |
| ۱۳۸۳۰۸ | 2000 GN60   | ۵ آوریل ۲۰۰۰    |
| ۱۳۸۳۰۹ | 2000 GY60   | ۵ آوریل ۲۰۰۰    |
| ۱۳۸۳۱۰ | 2000 GH61   | ۵ آوریل ۲۰۰۰    |
| ۱۳۸۳۱۱ | 2000 GG63   | ۵ آوریل ۲۰۰۰    |
| ۱۳۸۳۱۲ | 2000 GY63   | ۵ آوریل ۲۰۰۰    |
| ۱۳۸۳۱۳ | 2000 GH69   | ۵ آوریل ۲۰۰۰    |
| ۱۳۸۳۱۴ | 2000 GG70   | ۵ آوریل ۲۰۰۰    |
| ۱۳۸۳۱۵ | 2000 GQ71   | ۵ آوریل ۲۰۰۰    |
| ۱۳۸۳۱۶ | 2000 GG73   | ۵ آوریل ۲۰۰۰    |
| ۱۳۸۳۱۷ | 2000 GN74   | ۵ آوریل ۲۰۰۰    |
| ۱۳۸۳۱۸ | 2000 GZ74   | ۵ آوریل ۲۰۰۰    |
| ۱۳۸۳۱۹ | 2000 GL77   | ۵ آوریل ۲۰۰۰    |
| ۱۳۸۳۲۰ | 2000 GR79   | ۵ آوریل ۲۰۰۰    |
| ۱۳۸۳۲۱ | 2000 GJ80   | ۶ آوریل ۲۰۰۰    |
| ۱۳۸۳۲۲ | 2000 GP81   | ۶ آوریل ۲۰۰۰    |
| ۱۳۸۳۲۳ | 2000 GT81   | ۶ آوریل ۲۰۰۰    |
| ۱۳۸۳۲۴ | 2000 GC82   | ۷ آوریل ۲۰۰۰    |
| ۱۳۸۳۲۵ | 2000 GO82   | ۳ آوریل ۲۰۰۰    |
| ۱۳۸۳۲۶ | 2000 GX86   | ۴ آوریل ۲۰۰۰    |
| ۱۳۸۳۲۷ | 2000 GY89   | ۴ آوریل ۲۰۰۰    |
| ۱۳۸۳۲۸ | 2000 GC90   | ۴ آوریل ۲۰۰۰    |
| ۱۳۸۳۲۹ | 2000 GG90   | ۴ آوریل ۲۰۰۰    |
| ۱۳۸۳۳۰ | 2000 GE91   | ۴ آوریل ۲۰۰۰    |
| ۱۳۸۳۳۱ | 2000 GU93   | ۵ آوریل ۲۰۰۰    |
| ۱۳۸۳۳۲ | 2000 GJ94   | ۵ آوریل ۲۰۰۰    |
| ۱۳۸۳۳۳ | 2000 GK97   | ۷ آوریل ۲۰۰۰    |
| ۱۳۸۳۳۴ | 2000 GW98   | ۷ آوریل ۲۰۰۰    |
| ۱۳۸۳۳۵ | 2000 GW100  | ۷ آوریل ۲۰۰۰    |
| ۱۳۸۳۳۶ | 2000 GJ102  | ۷ آوریل ۲۰۰۰    |
| ۱۳۸۳۳۷ | 2000 GS104  | ۷ آوریل ۲۰۰۰    |
| ۱۳۸۳۳۸ | 2000 GC105  | ۷ آوریل ۲۰۰۰    |
| ۱۳۸۳۳۹ | 2000 GT105  | ۷ آوریل ۲۰۰۰    |
| ۱۳۸۳۴۰ | 2000 GB110  | ۲ آوریل ۲۰۰۰    |
| ۱۳۸۳۴۱ | 2000 GD110  | ۲ آوریل ۲۰۰۰    |
| ۱۳۸۳۴۲ | 2000 GF110  | ۲ آوریل ۲۰۰۰    |
| ۱۳۸۳۴۳ | 2000 GF112  | ۳ آوریل ۲۰۰۰    |
| ۱۳۸۳۴۴ | 2000 GN112  | ۴ آوریل ۲۰۰۰    |
| ۱۳۸۳۴۵ | 2000 GW112  | ۵ آوریل ۲۰۰۰    |
| ۱۳۸۳۴۶ | 2000 GL113  | ۶ آوریل ۲۰۰۰    |
| ۱۳۸۳۴۷ | 2000 GB114  | ۷ آوریل ۲۰۰۰    |
| ۱۳۸۳۴۸ | 2000 GN114  | ۷ آوریل ۲۰۰۰    |
| ۱۳۸۳۴۹ | 2000 GK115  | ۸ آوریل ۲۰۰۰    |
| ۱۳۸۳۵۰ | 2000 GT115  | ۸ آوریل ۲۰۰۰    |
| ۱۳۸۳۵۱ | 2000 GF116  | ۸ آوریل ۲۰۰۰    |
| ۱۳۸۳۵۲ | 2000 GS116  | ۲ آوریل ۲۰۰۰    |
| ۱۳۸۳۵۳ | 2000 GX117  | ۲ آوریل ۲۰۰۰    |
| ۱۳۸۳۵۴ | 2000 GF118  | ۲ آوریل ۲۰۰۰    |
| ۱۳۸۳۵۵ | 2000 GH118  | ۲ آوریل ۲۰۰۰    |
| ۱۳۸۳۵۶ | 2000 GW121  | ۶ آوریل ۲۰۰۰    |
| ۱۳۸۳۵۷ | 2000 GB123  | ۸ آوریل ۲۰۰۰    |
| ۱۳۸۳۵۸ | 2000 GL127  | ۸ آوریل ۲۰۰۰    |
| ۱۳۸۳۵۹ | 2000 GX127  | ۱۰ آوریل ۲۰۰۰   |
| ۱۳۸۳۶۰ | 2000 GA130  | ۵ آوریل ۲۰۰۰    |
| ۱۳۸۳۶۱ | 2000 GZ131  | ۸ آوریل ۲۰۰۰    |
| ۱۳۸۳۶۲ | 2000 GP132  | ۱۲ آوریل ۲۰۰۰   |
| ۱۳۸۳۶۳ | 2000 GO137  | ۸ آوریل ۲۰۰۰    |
| ۱۳۸۳۶۴ | 2000 GU138  | ۴ آوریل ۲۰۰۰    |
| ۱۳۸۳۶۵ | 2000 GG139  | ۴ آوریل ۲۰۰۰    |
| ۱۳۸۳۶۶ | 2000 GH139  | ۴ آوریل ۲۰۰۰    |
| ۱۳۸۳۶۷ | 2000 GJ139  | ۴ آوریل ۲۰۰۰    |
| ۱۳۸۳۶۸ | 2000 GE140  | ۴ آوریل ۲۰۰۰    |
| ۱۳۸۳۶۹ | 2000 GL140  | ۴ آوریل ۲۰۰۰    |
| ۱۳۸۳۷۰ | 2000 GS143  | ۷ آوریل ۲۰۰۰    |
| ۱۳۸۳۷۱ | 2000 GK144  | ۷ آوریل ۲۰۰۰    |
| ۱۳۸۳۷۲ | 2000 GN144  | ۷ آوریل ۲۰۰۰    |
| ۱۳۸۳۷۳ | 2000 GQ150  | ۵ آوریل ۲۰۰۰    |
| ۱۳۸۳۷۴ | 2000 GA151  | ۵ آوریل ۲۰۰۰    |
| ۱۳۸۳۷۵ | 2000 GS151  | ۵ آوریل ۲۰۰۰    |
| ۱۳۸۳۷۶ | 2000 GV152  | ۶ آوریل ۲۰۰۰    |
| ۱۳۸۳۷۷ | 2000 GX153  | ۶ آوریل ۲۰۰۰    |
| ۱۳۸۳۷۸ | 2000 GP154  | ۶ آوریل ۲۰۰۰    |
| ۱۳۸۳۷۹ | 2000 GD157  | ۶ آوریل ۲۰۰۰    |
| ۱۳۸۳۸۰ | 2000 GM157  | ۷ آوریل ۲۰۰۰    |
| ۱۳۸۳۸۱ | 2000 GL162  | ۸ آوریل ۲۰۰۰    |
| ۱۳۸۳۸۲ | 2000 GM162  | ۸ آوریل ۲۰۰۰    |
| ۱۳۸۳۸۳ | 2000 GA163  | ۹ آوریل ۲۰۰۰    |
| ۱۳۸۳۸۴ | 2000 GJ164  | ۵ آوریل ۲۰۰۰    |
| ۱۳۸۳۸۵ | 2000 GZ168  | ۴ آوریل ۲۰۰۰    |
| ۱۳۸۳۸۶ | 2000 GF169  | ۴ آوریل ۲۰۰۰    |
| ۱۳۸۳۸۷ | 2000 GY172  | ۲ آوریل ۲۰۰۰    |
| ۱۳۸۳۸۸ | 2000 GX173  | ۵ آوریل ۲۰۰۰    |
| ۱۳۸۳۸۹ | 2000 GS174  | ۲ آوریل ۲۰۰۰    |
| ۱۳۸۳۹۰ | 2000 GB175  | ۳ آوریل ۲۰۰۰    |
| ۱۳۸۳۹۱ | 2000 GK177  | ۳ آوریل ۲۰۰۰    |
| ۱۳۸۳۹۱ | 2000 HY     | ۲۴ آوریل ۲۰۰۰   |
| ۱۳۸۳۹۳ | 2000 HF3    | ۲۶ آوریل ۲۰۰۰   |
| ۱۳۸۳۹۴ | 2000 HA4    | ۲۶ آوریل ۲۰۰۰   |
| ۱۳۸۳۹۵ | 2000 HD5    | ۲۷ آوریل ۲۰۰۰   |
| ۱۳۸۳۹۶ | 2000 HV7    | ۲۷ آوریل ۲۰۰۰   |
| ۱۳۸۳۹۷ | 2000 HB11   | ۲۷ آوریل ۲۰۰۰   |
| ۱۳۸۳۹۸ | 2000 HG11   | ۲۷ آوریل ۲۰۰۰   |
| ۱۳۸۳۹۹ | 2000 HK11   | ۲۸ آوریل ۲۰۰۰   |
| ۱۳۸۴۰۰ | 2000 HL12   | ۲۸ آوریل ۲۰۰۰   |
| ۱۳۸۴۰۱ | 2000 HB13   | ۲۸ آوریل ۲۰۰۰   |
| ۱۳۸۴۰۲ | 2000 HN14   | ۲۷ آوریل ۲۰۰۰   |
| ۱۳۸۴۰۳ | 2000 HM21   | ۲۷ آوریل ۲۰۰۰   |
| ۱۳۸۴۰۴ | 2000 HA24   | ۲۸ آوریل ۲۰۰۰   |
| ۱۳۸۴۰۵ | 2000 HV24   | ۲۴ آوریل ۲۰۰۰   |
| ۱۳۸۴۰۶ | 2000 HN27   | ۲۸ آوریل ۲۰۰۰   |
| ۱۳۸۴۰۷ | 2000 HR27   | ۲۸ آوریل ۲۰۰۰   |
| ۱۳۸۴۰۸ | 2000 HY28   | ۳۰ آوریل ۲۰۰۰   |
| ۱۳۸۴۰۹ | 2000 HH30   | ۲۸ آوریل ۲۰۰۰   |
| ۱۳۸۴۱۰ | 2000 HV31   | ۲۹ آوریل ۲۰۰۰   |
| ۱۳۸۴۱۱ | 2000 HY33   | ۲۵ آوریل ۲۰۰۰   |
| ۱۳۸۴۱۲ | 2000 HD34   | ۲۵ آوریل ۲۰۰۰   |
| ۱۳۸۴۱۳ | 2000 HW39   | ۳۰ آوریل ۲۰۰۰   |
| ۱۳۸۴۱۴ | 2000 HY41   | ۲۹ آوریل ۲۰۰۰   |
| ۱۳۸۴۱۵ | 2000 HM44   | ۲۶ آوریل ۲۰۰۰   |
| ۱۳۸۴۱۶ | 2000 HB45   | ۲۶ آوریل ۲۰۰۰   |
| ۱۳۸۴۱۷ | 2000 HN48   | ۲۹ آوریل ۲۰۰۰   |
| ۱۳۸۴۱۸ | 2000 HZ48   | ۲۹ آوریل ۲۰۰۰   |
| ۱۳۸۴۱۹ | 2000 HU56   | ۲۴ آوریل ۲۰۰۰   |
| ۱۳۸۴۲۰ | 2000 HA57   | ۲۴ آوریل ۲۰۰۰   |
| ۱۳۸۴۲۱ | 2000 HJ59   | ۲۵ آوریل ۲۰۰۰   |
| ۱۳۸۴۲۲ | 2000 HP60   | ۲۵ آوریل ۲۰۰۰   |
| ۱۳۸۴۲۳ | 2000 HB64   | ۲۶ آوریل ۲۰۰۰   |
| ۱۳۸۴۲۴ | 2000 HP66   | ۲۶ آوریل ۲۰۰۰   |
| ۱۳۸۴۲۵ | 2000 HV68   | ۲۹ آوریل ۲۰۰۰   |
| ۱۳۸۴۲۶ | 2000 HY69   | ۲۶ آوریل ۲۰۰۰   |
| ۱۳۸۴۲۷ | 2000 HG75   | ۲۷ آوریل ۲۰۰۰   |
| ۱۳۸۴۲۸ | 2000 HG77   | ۲۸ آوریل ۲۰۰۰   |
| ۱۳۸۴۲۹ | 2000 HP77   | ۲۸ آوریل ۲۰۰۰   |
| ۱۳۸۴۳۰ | 2000 HS80   | ۲۸ آوریل ۲۰۰۰   |
| ۱۳۸۴۳۱ | 2000 HZ81   | ۲۹ آوریل ۲۰۰۰   |
| ۱۳۸۴۳۲ | 2000 HM82   | ۲۹ آوریل ۲۰۰۰   |
| ۱۳۸۴۳۳ | 2000 HV82   | ۲۹ آوریل ۲۰۰۰   |
| ۱۳۸۴۳۴ | 2000 HF83   | ۲۹ آوریل ۲۰۰۰   |
| ۱۳۸۴۳۵ | 2000 HX87   | ۲۷ آوریل ۲۰۰۰   |
| ۱۳۸۴۳۶ | 2000 HA89   | ۲۹ آوریل ۲۰۰۰   |
| ۱۳۸۴۳۷ | 2000 HN89   | ۲۹ آوریل ۲۰۰۰   |
| ۱۳۸۴۳۸ | 2000 HG95   | ۲۸ آوریل ۲۰۰۰   |
| ۱۳۸۴۳۹ | 2000 HD98   | ۲۶ آوریل ۲۰۰۰   |
| ۱۳۸۴۴۰ | 2000 HP99   | ۲۶ آوریل ۲۰۰۰   |
| ۱۳۸۴۴۱ | 2000 HB100  | ۲۷ آوریل ۲۰۰۰   |
| ۱۳۸۴۴۲ | 2000 HN103  | ۲۷ آوریل ۲۰۰۰   |
| ۱۳۸۴۴۳ | 2000 HR104  | ۲۵ آوریل ۲۰۰۰   |
| ۱۳۸۴۴۴ | 2000 JS1    | ۱ مه ۲۰۰۰       |
| ۱۳۸۴۴۵ | 2000 JF2    | ۲ مه ۲۰۰۰       |
| ۱۳۸۴۴۶ | 2000 JP4    | ۱ مه ۲۰۰۰       |
| ۱۳۸۴۴۷ | 2000 JQ6    | ۴ مه ۲۰۰۰       |
| ۱۳۸۴۴۸ | 2000 JV7    | ۴ مه ۲۰۰۰       |
| ۱۳۸۴۴۹ | 2000 JF8    | ۵ مه ۲۰۰۰       |
| ۱۳۸۴۵۰ | 2000 JQ8    | ۴ مه ۲۰۰۰       |
| ۱۳۸۴۵۱ | 2000 JR9    | ۳ مه ۲۰۰۰       |
| ۱۳۸۴۵۲ | 2000 JO10   | ۷ مه ۲۰۰۰       |
| ۱۳۸۴۵۳ | 2000 JO11   | ۳ مه ۲۰۰۰       |
| ۱۳۸۴۵۴ | 2000 JQ11   | ۳ مه ۲۰۰۰       |
| ۱۳۸۴۵۵ | 2000 JQ13   | ۶ مه ۲۰۰۰       |
| ۱۳۸۴۵۶ | 2000 JD21   | ۶ مه ۲۰۰۰       |
| ۱۳۸۴۵۷ | 2000 JN23   | ۷ مه ۲۰۰۰       |
| ۱۳۸۴۵۸ | 2000 JS24   | ۷ مه ۲۰۰۰       |
| ۱۳۸۴۵۹ | 2000 JQ31   | ۷ مه ۲۰۰۰       |
| ۱۳۸۴۶۰ | 2000 JP33   | ۷ مه ۲۰۰۰       |
| ۱۳۸۴۶۱ | 2000 JA35   | ۷ مه ۲۰۰۰       |
| ۱۳۸۴۶۲ | 2000 JO41   | ۷ مه ۲۰۰۰       |
| ۱۳۸۴۶۳ | 2000 JV41   | ۷ مه ۲۰۰۰       |
| ۱۳۸۴۶۴ | 2000 JJ42   | ۷ مه ۲۰۰۰       |
| ۱۳۸۴۶۵ | 2000 JV42   | ۷ مه ۲۰۰۰       |
| ۱۳۸۴۶۶ | 2000 JO43   | ۷ مه ۲۰۰۰       |
| ۱۳۸۴۶۷ | 2000 JL44   | ۷ مه ۲۰۰۰       |
| ۱۳۸۴۶۸ | 2000 JW44   | ۷ مه ۲۰۰۰       |
| ۱۳۸۴۶۹ | 2000 JJ56   | ۶ مه ۲۰۰۰       |
| ۱۳۸۴۷۰ | 2000 JF60   | ۷ مه ۲۰۰۰       |
| ۱۳۸۴۷۱ | 2000 JC75   | ۵ مه ۲۰۰۰       |
| ۱۳۸۴۷۲ | 2000 JB77   | ۷ مه ۲۰۰۰       |
| ۱۳۸۴۷۳ | 2000 JT78   | ۴ مه ۲۰۰۰       |
| ۱۳۸۴۷۴ | 2000 JP79   | ۵ مه ۲۰۰۰       |
| ۱۳۸۴۷۵ | 2000 JD84   | ۵ مه ۲۰۰۰       |
| ۱۳۸۴۷۶ | 2000 JJ85   | ۴ مه ۲۰۰۰       |
| ۱۳۸۴۷۷ | 2000 JY86   | ۱ مه ۲۰۰۰       |
| ۱۳۸۴۷۸ | 2000 JF87   | ۲ مه ۲۰۰۰       |
| ۱۳۸۴۷۹ | 2000 KU2    | ۲۶ مه ۲۰۰۰      |
| ۱۳۸۴۸۰ | 2000 KZ2    | ۲۷ مه ۲۰۰۰      |
| ۱۳۸۴۸۱ | 2000 KD3    | ۲۶ مه ۲۰۰۰      |
| ۱۳۸۴۸۲ | 2000 KR4    | ۲۷ مه ۲۰۰۰      |
| ۱۳۸۴۸۳ | 2000 KT7    | ۲۷ مه ۲۰۰۰      |
| ۱۳۸۴۸۴ | 2000 KD9    | ۲۸ مه ۲۰۰۰      |
| ۱۳۸۴۸۵ | 2000 KY9    | ۲۸ مه ۲۰۰۰      |
| ۱۳۸۴۸۶ | 2000 KH11   | ۲۸ مه ۲۰۰۰      |
| ۱۳۸۴۸۷ | 2000 KF15   | ۲۸ مه ۲۰۰۰      |
| ۱۳۸۴۸۸ | 2000 KY16   | ۲۸ مه ۲۰۰۰      |
| ۱۳۸۴۸۹ | 2000 KL17   | ۲۸ مه ۲۰۰۰      |
| ۱۳۸۴۹۰ | 2000 KK20   | ۲۸ مه ۲۰۰۰      |
| ۱۳۸۴۹۱ | 2000 KE27   | ۲۸ مه ۲۰۰۰      |
| ۱۳۸۴۹۲ | 2000 KF34   | ۲۷ مه ۲۰۰۰      |
| ۱۳۸۴۹۳ | 2000 KQ35   | ۲۷ مه ۲۰۰۰      |
| ۱۳۸۴۹۴ | 2000 KD37   | ۲۴ مه ۲۰۰۰      |
| ۱۳۸۴۹۵ | 2000 KG37   | ۲۴ مه ۲۰۰۰      |
| ۱۳۸۴۹۶ | 2000 KE38   | ۲۴ مه ۲۰۰۰      |
| ۱۳۸۴۹۷ | 2000 KS42   | ۲۵ مه ۲۰۰۰      |
| ۱۳۸۴۹۸ | 2000 KV42   | ۲۵ مه ۲۰۰۰      |
| ۱۳۸۴۹۹ | 2000 KE43   | ۲۶ مه ۲۰۰۰      |
| ۱۳۸۵۰۰ | 2000 KF51   | ۳۰ مه ۲۰۰۰      |
| ۱۳۸۵۰۱ | 2000 KH52   | ۲۳ مه ۲۰۰۰      |
| ۱۳۸۵۰۲ | 2000 KQ52   | ۲۴ مه ۲۰۰۰      |
| ۱۳۸۵۰۳ | 2000 KC58   | ۲۴ مه ۲۰۰۰      |
| ۱۳۸۵۰۴ | 2000 KW62   | ۲۶ مه ۲۰۰۰      |
| ۱۳۸۵۰۵ | 2000 KY63   | ۲۶ مه ۲۰۰۰      |
| ۱۳۸۵۰۶ | 2000 KP64   | ۲۷ مه ۲۰۰۰      |
| ۱۳۸۵۰۷ | 2000 KA68   | ۳۰ مه ۲۰۰۰      |
| ۱۳۸۵۰۸ | 2000 KO69   | ۲۹ مه ۲۰۰۰      |
| ۱۳۸۵۰۹ | 2000 KO72   | ۲۸ مه ۲۰۰۰      |
| ۱۳۸۵۱۰ | 2000 KT73   | ۲۷ مه ۲۰۰۰      |
| ۱۳۸۵۱۱ | 2000 KZ82   | ۲۵ مه ۲۰۰۰      |
| ۱۳۸۵۱۲ | 2000 LE3    | ۳ ژوئن ۲۰۰۰     |
| ۱۳۸۵۱۳ | 2000 LT6    | ۱ ژوئن ۲۰۰۰     |
| ۱۳۸۵۱۴ | 2000 LA10   | ۷ ژوئن ۲۰۰۰     |
| ۱۳۸۵۱۵ | 2000 LN24   | ۱ ژوئن ۲۰۰۰     |
| ۱۳۸۵۱۶ | 2000 LM32   | ۴ ژوئن ۲۰۰۰     |
| ۱۳۸۵۱۷ | 2000 LO32   | ۴ ژوئن ۲۰۰۰     |
| ۱۳۸۵۱۸ | 2000 NB7    | ۴ ژوئیه ۲۰۰۰    |
| ۱۳۸۵۱۹ | 2000 NE12   | ۵ ژوئیه ۲۰۰۰    |
| ۱۳۸۵۲۰ | 2000 NK14   | ۵ ژوئیه ۲۰۰۰    |
| ۱۳۸۵۲۱ | 2000 NL18   | ۵ ژوئیه ۲۰۰۰    |
| ۱۳۸۵۲۲ | 2000 NW19   | ۵ ژوئیه ۲۰۰۰    |
| ۱۳۸۵۲۳ | 2000 NL20   | ۶ ژوئیه ۲۰۰۰    |
| ۱۳۸۵۲۴ | 2000 OJ8    | ۳۰ ژوئیه ۲۰۰۰   |
| ۱۳۸۵۲۵ | 2000 OP8    | ۲۳ ژوئیه ۲۰۰۰   |
| ۱۳۸۵۲۶ | 2000 OR8    | ۲۳ ژوئیه ۲۰۰۰   |
| ۱۳۸۵۲۷ | 2000 OJ20   | ۳۰ ژوئیه ۲۰۰۰   |
| ۱۳۸۵۲۸ | 2000 OX21   | ۳۰ ژوئیه ۲۰۰۰   |
| ۱۳۸۵۲۹ | 2000 OB31   | ۳۰ ژوئیه ۲۰۰۰   |
| ۱۳۸۵۳۰ | 2000 OJ34   | ۳۰ ژوئیه ۲۰۰۰   |
| ۱۳۸۵۳۱ | 2000 OC38   | ۳۰ ژوئیه ۲۰۰۰   |
| ۱۳۸۵۳۲ | 2000 OA40   | ۳۰ ژوئیه ۲۰۰۰   |
| ۱۳۸۵۳۳ | 2000 OF40   | ۳۰ ژوئیه ۲۰۰۰   |
| ۱۳۸۵۳۴ | 2000 OT41   | ۳۰ ژوئیه ۲۰۰۰   |
| ۱۳۸۵۳۵ | 2000 OO57   | ۲۹ ژوئیه ۲۰۰۰   |
| ۱۳۸۵۳۶ | 2000 OZ59   | ۲۹ ژوئیه ۲۰۰۰   |
| ۱۳۸۵۳۷ | 2000 OK67   | ۲۹ ژوئیه ۲۰۰۰   |
| ۱۳۸۵۳۸ | 2000 PL3    | ۱ اوت ۲۰۰۰      |
| ۱۳۸۵۳۹ | 2000 PB6    | ۵ اوت ۲۰۰۰      |
| ۱۳۸۵۴۰ | 2000 PZ14   | ۱ اوت ۲۰۰۰      |
| ۱۳۸۵۴۱ | 2000 PV20   | ۱ اوت ۲۰۰۰      |
| ۱۳۸۵۴۲ | 2000 PK25   | ۳ اوت ۲۰۰۰      |
| ۱۳۸۵۴۳ | 2000 QR6    | ۲۵ اوت ۲۰۰۰     |
| ۱۳۸۵۴۴ | 2000 QY9    | ۲۴ اوت ۲۰۰۰     |
| ۱۳۸۵۴۵ | 2000 QD11   | ۲۴ اوت ۲۰۰۰     |
| ۱۳۸۵۴۶ | 2000 QM12   | ۲۴ اوت ۲۰۰۰     |
| ۱۳۸۵۴۷ | 2000 QA15   | ۲۴ اوت ۲۰۰۰     |
| ۱۳۸۵۴۸ | 2000 QN16   | ۲۴ اوت ۲۰۰۰     |
| ۱۳۸۵۴۹ | 2000 QY21   | ۲۴ اوت ۲۰۰۰     |
| ۱۳۸۵۵۰ | 2000 QD31   | ۲۶ اوت ۲۰۰۰     |
| ۱۳۸۵۵۱ | 2000 QF32   | ۲۶ اوت ۲۰۰۰     |
| ۱۳۸۵۵۲ | 2000 QF33   | ۲۶ اوت ۲۰۰۰     |
| ۱۳۸۵۵۳ | 2000 QZ40   | ۲۴ اوت ۲۰۰۰     |
| ۱۳۸۵۵۴ | 2000 QN44   | ۲۴ اوت ۲۰۰۰     |
| ۱۳۸۵۵۵ | 2000 QS44   | ۲۴ اوت ۲۰۰۰     |
| ۱۳۸۵۵۶ | 2000 QC47   | ۲۴ اوت ۲۰۰۰     |
| ۱۳۸۵۵۷ | 2000 QS47   | ۲۴ اوت ۲۰۰۰     |
| ۱۳۸۵۵۸ | 2000 QP51   | ۲۴ اوت ۲۰۰۰     |
| ۱۳۸۵۵۹ | 2000 QZ56   | ۲۶ اوت ۲۰۰۰     |
| ۱۳۸۵۶۰ | 2000 QM59   | ۲۶ اوت ۲۰۰۰     |
| ۱۳۸۵۶۱ | 2000 QY66   | ۲۸ اوت ۲۰۰۰     |
| ۱۳۸۵۶۲ | 2000 QC68   | ۲۸ اوت ۲۰۰۰     |
| ۱۳۸۵۶۳ | 2000 QE69   | ۲۷ اوت ۲۰۰۰     |
| ۱۳۸۵۶۴ | 2000 QH74   | ۲۴ اوت ۲۰۰۰     |
| ۱۳۸۵۶۵ | 2000 QG76   | ۲۴ اوت ۲۰۰۰     |
| ۱۳۸۵۶۶ | 2000 QS78   | ۲۴ اوت ۲۰۰۰     |
| ۱۳۸۵۶۷ | 2000 QU79   | ۲۴ اوت ۲۰۰۰     |
| ۱۳۸۵۶۸ | 2000 QK81   | ۲۴ اوت ۲۰۰۰     |
| ۱۳۸۵۶۹ | 2000 QQ81   | ۲۴ اوت ۲۰۰۰     |
| ۱۳۸۵۷۰ | 2000 QS84   | ۲۵ اوت ۲۰۰۰     |
| ۱۳۸۵۷۱ | 2000 QY87   | ۲۵ اوت ۲۰۰۰     |
| ۱۳۸۵۷۲ | 2000 QV92   | ۲۵ اوت ۲۰۰۰     |
| ۱۳۸۵۷۳ | 2000 QB107  | ۲۹ اوت ۲۰۰۰     |
| ۱۳۸۵۷۴ | 2000 QS109  | ۳۱ اوت ۲۰۰۰     |
| ۱۳۸۵۷۵ | 2000 QG114  | ۲۴ اوت ۲۰۰۰     |
| ۱۳۸۵۷۶ | 2000 QU114  | ۲۴ اوت ۲۰۰۰     |
| ۱۳۸۵۷۷ | 2000 QX122  | ۲۵ اوت ۲۰۰۰     |
| ۱۳۸۵۷۸ | 2000 QL124  | ۲۸ اوت ۲۰۰۰     |
| ۱۳۸۵۷۹ | 2000 QA132  | ۲۶ اوت ۲۰۰۰     |
| ۱۳۸۵۸۰ | 2000 QC132  | ۲۶ اوت ۲۰۰۰     |
| ۱۳۸۵۸۱ | 2000 QQ133  | ۲۶ اوت ۲۰۰۰     |
| ۱۳۸۵۸۲ | 2000 QP134  | ۲۶ اوت ۲۰۰۰     |
| ۱۳۸۵۸۳ | 2000 QF136  | ۲۹ اوت ۲۰۰۰     |
| ۱۳۸۵۸۴ | 2000 QC139  | ۳۱ اوت ۲۰۰۰     |
| ۱۳۸۵۸۵ | 2000 QG140  | ۳۱ اوت ۲۰۰۰     |
| ۱۳۸۵۸۶ | 2000 QL142  | ۳۱ اوت ۲۰۰۰     |
| ۱۳۸۵۸۷ | 2000 QF143  | ۳۱ اوت ۲۰۰۰     |
| ۱۳۸۵۸۸ | 2000 QY146  | ۳۱ اوت ۲۰۰۰     |
| ۱۳۸۵۸۹ | 2000 QC154  | ۳۱ اوت ۲۰۰۰     |
| ۱۳۸۵۹۰ | 2000 QN154  | ۳۱ اوت ۲۰۰۰     |
| ۱۳۸۵۹۱ | 2000 QB156  | ۳۱ اوت ۲۰۰۰     |
| ۱۳۸۵۹۲ | 2000 QD160  | ۳۱ اوت ۲۰۰۰     |
| ۱۳۸۵۹۳ | 2000 QH160  | ۳۱ اوت ۲۰۰۰     |
| ۱۳۸۵۹۴ | 2000 QM160  | ۳۱ اوت ۲۰۰۰     |
| ۱۳۸۵۹۵ | 2000 QD161  | ۳۱ اوت ۲۰۰۰     |
| ۱۳۸۵۹۶ | 2000 QL161  | ۳۱ اوت ۲۰۰۰     |
| ۱۳۸۵۹۷ | 2000 QZ161  | ۳۱ اوت ۲۰۰۰     |
| ۱۳۸۵۹۸ | 2000 QV164  | ۳۱ اوت ۲۰۰۰     |
| ۱۳۸۵۹۹ | 2000 QO166  | ۳۱ اوت ۲۰۰۰     |
| ۱۳۸۶۰۰ | 2000 QJ174  | ۳۱ اوت ۲۰۰۰     |
| ۱۳۸۶۰۱ | 2000 QK175  | ۳۱ اوت ۲۰۰۰     |
| ۱۳۸۶۰۲ | 2000 QY176  | ۳۱ اوت ۲۰۰۰     |
| ۱۳۸۶۰۳ | 2000 QG177  | ۳۱ اوت ۲۰۰۰     |
| ۱۳۸۶۰۴ | 2000 QO177  | ۳۱ اوت ۲۰۰۰     |
| ۱۳۸۶۰۵ | 2000 QW177  | ۳۱ اوت ۲۰۰۰     |
| ۱۳۸۶۰۶ | 2000 QR179  | ۳۱ اوت ۲۰۰۰     |
| ۱۳۸۶۰۷ | 2000 QF184  | ۲۶ اوت ۲۰۰۰     |
| ۱۳۸۶۰۸ | 2000 QX184  | ۲۶ اوت ۲۰۰۰     |
| ۱۳۸۶۰۹ | 2000 QH188  | ۲۶ اوت ۲۰۰۰     |
| ۱۳۸۶۱۰ | 2000 QY188  | ۲۶ اوت ۲۰۰۰     |
| ۱۳۸۶۱۱ | 2000 QJ189  | ۲۶ اوت ۲۰۰۰     |
| ۱۳۸۶۱۲ | 2000 QM194  | ۳۱ اوت ۲۰۰۰     |
| ۱۳۸۶۱۳ | 2000 QV196  | ۲۹ اوت ۲۰۰۰     |
| ۱۳۸۶۱۴ | 2000 QO197  | ۲۹ اوت ۲۰۰۰     |
| ۱۳۸۶۱۵ | 2000 QY197  | ۲۹ اوت ۲۰۰۰     |
| ۱۳۸۶۱۶ | 2000 QZ204  | ۳۱ اوت ۲۰۰۰     |
| ۱۳۸۶۱۷ | 2000 QP205  | ۳۱ اوت ۲۰۰۰     |
| ۱۳۸۶۱۸ | 2000 QZ209  | ۳۱ اوت ۲۰۰۰     |
| ۱۳۸۶۱۹ | 2000 QL211  | ۳۱ اوت ۲۰۰۰     |
| ۱۳۸۶۲۰ | 2000 QD220  | ۲۱ اوت ۲۰۰۰     |
| ۱۳۸۶۲۱ | 2000 QQ221  | ۲۱ اوت ۲۰۰۰     |
| ۱۳۸۶۲۲ | 2000 QU221  | ۲۱ اوت ۲۰۰۰     |
| ۱۳۸۶۲۳ | 2000 QQ225  | ۲۹ اوت ۲۰۰۰     |
| ۱۳۸۶۲۴ | 2000 QX226  | ۳۱ اوت ۲۰۰۰     |
| ۱۳۸۶۲۵ | 2000 QL244  | ۲۴ اوت ۲۰۰۰     |
| ۱۳۸۶۲۶ | 2000 QM248  | ۲۸ اوت ۲۰۰۰     |
| ۱۳۸۶۲۷ | 2000 QK250  | ۲۰ اوت ۲۰۰۰     |
| ۱۳۸۶۲۸ | 2000 QM251  | ۲۵ اوت ۲۰۰۰     |
| ۱۳۸۶۲۸ | 2000 RR     | ۱ سپتامبر ۲۰۰۰  |
| ۱۳۸۶۲۸ | 2000 RU     | ۱ سپتامبر ۲۰۰۰  |
| ۱۳۸۶۳۱ | 2000 RE8    | ۱ سپتامبر ۲۰۰۰  |
| ۱۳۸۶۳۲ | 2000 RS14   | ۱ سپتامبر ۲۰۰۰  |
| ۱۳۸۶۳۳ | 2000 RD15   | ۱ سپتامبر ۲۰۰۰  |
| ۱۳۸۶۳۴ | 2000 RW15   | ۱ سپتامبر ۲۰۰۰  |
| ۱۳۸۶۳۵ | 2000 RP17   | ۱ سپتامبر ۲۰۰۰  |
| ۱۳۸۶۳۶ | 2000 RJ18   | ۱ سپتامبر ۲۰۰۰  |
| ۱۳۸۶۳۷ | 2000 RN20   | ۱ سپتامبر ۲۰۰۰  |
| ۱۳۸۶۳۸ | 2000 RF24   | ۱ سپتامبر ۲۰۰۰  |
| ۱۳۸۶۳۹ | 2000 RH24   | ۱ سپتامبر ۲۰۰۰  |
| ۱۳۸۶۴۰ | 2000 RO26   | ۱ سپتامبر ۲۰۰۰  |
| ۱۳۸۶۴۱ | 2000 RH27   | ۱ سپتامبر ۲۰۰۰  |
| ۱۳۸۶۴۲ | 2000 RV27   | ۱ سپتامبر ۲۰۰۰  |
| ۱۳۸۶۴۳ | 2000 RH29   | ۱ سپتامبر ۲۰۰۰  |
| ۱۳۸۶۴۴ | 2000 RQ30   | ۱ سپتامبر ۲۰۰۰  |
| ۱۳۸۶۴۵ | 2000 RQ31   | ۱ سپتامبر ۲۰۰۰  |
| ۱۳۸۶۴۶ | 2000 RK34   | ۱ سپتامبر ۲۰۰۰  |
| ۱۳۸۶۴۷ | 2000 RK39   | ۱ سپتامبر ۲۰۰۰  |
| ۱۳۸۶۴۸ | 2000 RL39   | ۱ سپتامبر ۲۰۰۰  |
| ۱۳۸۶۴۹ | 2000 RZ39   | ۳ سپتامبر ۲۰۰۰  |
| ۱۳۸۶۵۰ | 2000 RY53   | ۱ سپتامبر ۲۰۰۰  |
| ۱۳۸۶۵۱ | 2000 RQ59   | ۷ سپتامبر ۲۰۰۰  |
| ۱۳۸۶۵۲ | 2000 RR63   | ۳ سپتامبر ۲۰۰۰  |
| ۱۳۸۶۵۳ | 2000 RT76   | ۴ سپتامبر ۲۰۰۰  |
| ۱۳۸۶۵۴ | 2000 RP77   | ۸ سپتامبر ۲۰۰۰  |
| ۱۳۸۶۵۵ | 2000 RG81   | ۱ سپتامبر ۲۰۰۰  |
| ۱۳۸۶۵۶ | 2000 RQ81   | ۱ سپتامبر ۲۰۰۰  |
| ۱۳۸۶۵۷ | 2000 RU81   | ۱ سپتامبر ۲۰۰۰  |
| ۱۳۸۶۵۸ | 2000 RA84   | ۲ سپتامبر ۲۰۰۰  |
| ۱۳۸۶۵۹ | 2000 RQ88   | ۳ سپتامبر ۲۰۰۰  |
| ۱۳۸۶۶۰ | 2000 RR88   | ۳ سپتامبر ۲۰۰۰  |
| ۱۳۸۶۶۱ | 2000 RH89   | ۳ سپتامبر ۲۰۰۰  |
| ۱۳۸۶۶۲ | 2000 RV89   | ۳ سپتامبر ۲۰۰۰  |
| ۱۳۸۶۶۳ | 2000 RE91   | ۳ سپتامبر ۲۰۰۰  |
| ۱۳۸۶۶۴ | 2000 RK93   | ۴ سپتامبر ۲۰۰۰  |
| ۱۳۸۶۶۵ | 2000 RE96   | ۴ سپتامبر ۲۰۰۰  |
| ۱۳۸۶۶۶ | 2000 RX96   | ۵ سپتامبر ۲۰۰۰  |
| ۱۳۸۶۶۷ | 2000 RZ99   | ۵ سپتامبر ۲۰۰۰  |
| ۱۳۸۶۶۸ | 2000 RB103  | ۵ سپتامبر ۲۰۰۰  |
| ۱۳۸۶۶۹ | 2000 RJ104  | ۶ سپتامبر ۲۰۰۰  |
| ۱۳۸۶۷۰ | 2000 RH106  | ۳ سپتامبر ۲۰۰۰  |
| ۱۳۸۶۷۱ | 2000 SY3    | ۲۰ سپتامبر ۲۰۰۰ |
| ۱۳۸۶۷۲ | 2000 SL4    | ۲۲ سپتامبر ۲۰۰۰ |
| ۱۳۸۶۷۳ | 2000 SH6    | ۲۰ سپتامبر ۲۰۰۰ |
| ۱۳۸۶۷۴ | 2000 SJ6    | ۲۰ سپتامبر ۲۰۰۰ |
| ۱۳۸۶۷۵ | 2000 SU8    | ۲۳ سپتامبر ۲۰۰۰ |
| ۱۳۸۶۷۶ | 2000 SZ15   | ۲۳ سپتامبر ۲۰۰۰ |
| ۱۳۸۶۷۷ | 2000 SU16   | ۲۳ سپتامبر ۲۰۰۰ |
| ۱۳۸۶۷۸ | 2000 SS23   | ۲۶ سپتامبر ۲۰۰۰ |
| ۱۳۸۶۷۹ | 2000 SD30   | ۲۴ سپتامبر ۲۰۰۰ |
| ۱۳۸۶۸۰ | 2000 SN31   | ۲۴ سپتامبر ۲۰۰۰ |
| ۱۳۸۶۸۱ | 2000 SX32   | ۲۴ سپتامبر ۲۰۰۰ |
| ۱۳۸۶۸۲ | 2000 SJ34   | ۲۴ سپتامبر ۲۰۰۰ |
| ۱۳۸۶۸۳ | 2000 SS35   | ۲۴ سپتامبر ۲۰۰۰ |
| ۱۳۸۶۸۴ | 2000 SS40   | ۲۴ سپتامبر ۲۰۰۰ |
| ۱۳۸۶۸۵ | 2000 SM45   | ۲۲ سپتامبر ۲۰۰۰ |
| ۱۳۸۶۸۶ | 2000 SK50   | ۲۳ سپتامبر ۲۰۰۰ |
| ۱۳۸۶۸۷ | 2000 SJ51   | ۲۳ سپتامبر ۲۰۰۰ |
| ۱۳۸۶۸۸ | 2000 SE53   | ۲۴ سپتامبر ۲۰۰۰ |
| ۱۳۸۶۸۹ | 2000 SW55   | ۲۴ سپتامبر ۲۰۰۰ |
| ۱۳۸۶۹۰ | 2000 SY56   | ۲۴ سپتامبر ۲۰۰۰ |
| ۱۳۸۶۹۱ | 2000 SP57   | ۲۴ سپتامبر ۲۰۰۰ |
| ۱۳۸۶۹۲ | 2000 SV58   | ۲۴ سپتامبر ۲۰۰۰ |
| ۱۳۸۶۹۳ | 2000 ST59   | ۲۴ سپتامبر ۲۰۰۰ |
| ۱۳۸۶۹۴ | 2000 SV59   | ۲۴ سپتامبر ۲۰۰۰ |
| ۱۳۸۶۹۵ | 2000 SD60   | ۲۴ سپتامبر ۲۰۰۰ |
| ۱۳۸۶۹۶ | 2000 SB69   | ۲۴ سپتامبر ۲۰۰۰ |
| ۱۳۸۶۹۷ | 2000 ST69   | ۲۴ سپتامبر ۲۰۰۰ |
| ۱۳۸۶۹۸ | 2000 SQ76   | ۲۴ سپتامبر ۲۰۰۰ |
| ۱۳۸۶۹۹ | 2000 SL77   | ۲۴ سپتامبر ۲۰۰۰ |
| ۱۳۸۷۰۰ | 2000 SD79   | ۲۴ سپتامبر ۲۰۰۰ |
| ۱۳۸۷۰۱ | 2000 SJ80   | ۲۴ سپتامبر ۲۰۰۰ |
| ۱۳۸۷۰۲ | 2000 SW85   | ۲۴ سپتامبر ۲۰۰۰ |
| ۱۳۸۷۰۳ | 2000 SK89   | ۲۸ سپتامبر ۲۰۰۰ |
| ۱۳۸۷۰۴ | 2000 SO90   | ۲۲ سپتامبر ۲۰۰۰ |
| ۱۳۸۷۰۵ | 2000 SU90   | ۲۲ سپتامبر ۲۰۰۰ |
| ۱۳۸۷۰۶ | 2000 SR92   | ۲۳ سپتامبر ۲۰۰۰ |
| ۱۳۸۷۰۷ | 2000 SP95   | ۲۳ سپتامبر ۲۰۰۰ |
| ۱۳۸۷۰۸ | 2000 SW95   | ۲۳ سپتامبر ۲۰۰۰ |
| ۱۳۸۷۰۹ | 2000 SJ101  | ۲۴ سپتامبر ۲۰۰۰ |
| ۱۳۸۷۱۰ | 2000 SE103  | ۲۴ سپتامبر ۲۰۰۰ |
| ۱۳۸۷۱۱ | 2000 SN104  | ۲۴ سپتامبر ۲۰۰۰ |
| ۱۳۸۷۱۲ | 2000 SJ105  | ۲۴ سپتامبر ۲۰۰۰ |
| ۱۳۸۷۱۳ | 2000 SK117  | ۲۴ سپتامبر ۲۰۰۰ |
| ۱۳۸۷۱۴ | 2000 SC126  | ۲۴ سپتامبر ۲۰۰۰ |
| ۱۳۸۷۱۵ | 2000 SK129  | ۲۲ سپتامبر ۲۰۰۰ |
| ۱۳۸۷۱۶ | 2000 SU130  | ۲۲ سپتامبر ۲۰۰۰ |
| ۱۳۸۷۱۷ | 2000 SB135  | ۲۳ سپتامبر ۲۰۰۰ |
| ۱۳۸۷۱۸ | 2000 SW139  | ۲۳ سپتامبر ۲۰۰۰ |
| ۱۳۸۷۱۹ | 2000 SB144  | ۲۴ سپتامبر ۲۰۰۰ |
| ۱۳۸۷۲۰ | 2000 SV156  | ۲۵ سپتامبر ۲۰۰۰ |
| ۱۳۸۷۲۱ | 2000 SY156  | ۲۶ سپتامبر ۲۰۰۰ |
| ۱۳۸۷۲۲ | 2000 SA157  | ۲۶ سپتامبر ۲۰۰۰ |
| ۱۳۸۷۲۳ | 2000 SY158  | ۲۷ سپتامبر ۲۰۰۰ |
| ۱۳۸۷۲۴ | 2000 SZ164  | ۲۳ سپتامبر ۲۰۰۰ |
| ۱۳۸۷۲۵ | 2000 SF175  | ۲۸ سپتامبر ۲۰۰۰ |
| ۱۳۸۷۲۶ | 2000 SY176  | ۲۸ سپتامبر ۲۰۰۰ |
| ۱۳۸۷۲۷ | 2000 SU180  | ۲۷ سپتامبر ۲۰۰۰ |
| ۱۳۸۷۲۸ | 2000 SO186  | ۲۱ سپتامبر ۲۰۰۰ |
| ۱۳۸۷۲۹ | 2000 SB187  | ۲۱ سپتامبر ۲۰۰۰ |
| ۱۳۸۷۳۰ | 2000 SP187  | ۲۱ سپتامبر ۲۰۰۰ |
| ۱۳۸۷۳۱ | 2000 SE191  | ۲۴ سپتامبر ۲۰۰۰ |
| ۱۳۸۷۳۲ | 2000 SG191  | ۲۴ سپتامبر ۲۰۰۰ |
| ۱۳۸۷۳۳ | 2000 SB195  | ۲۴ سپتامبر ۲۰۰۰ |
| ۱۳۸۷۳۴ | 2000 SG195  | ۲۴ سپتامبر ۲۰۰۰ |
| ۱۳۸۷۳۵ | 2000 SR199  | ۲۴ سپتامبر ۲۰۰۰ |
| ۱۳۸۷۳۶ | 2000 SV199  | ۲۴ سپتامبر ۲۰۰۰ |
| ۱۳۸۷۳۷ | 2000 SX201  | ۲۴ سپتامبر ۲۰۰۰ |
| ۱۳۸۷۳۸ | 2000 SZ203  | ۲۴ سپتامبر ۲۰۰۰ |
| ۱۳۸۷۳۹ | 2000 SF206  | ۲۴ سپتامبر ۲۰۰۰ |
| ۱۳۸۷۴۰ | 2000 SB209  | ۲۵ سپتامبر ۲۰۰۰ |
| ۱۳۸۷۴۱ | 2000 SE213  | ۲۵ سپتامبر ۲۰۰۰ |
| ۱۳۸۷۴۲ | 2000 SR223  | ۲۷ سپتامبر ۲۰۰۰ |
| ۱۳۸۷۴۳ | 2000 SC225  | ۲۷ سپتامبر ۲۰۰۰ |
| ۱۳۸۷۴۴ | 2000 SB235  | ۲۴ سپتامبر ۲۰۰۰ |
| ۱۳۸۷۴۵ | 2000 SM235  | ۲۴ سپتامبر ۲۰۰۰ |
| ۱۳۸۷۴۶ | 2000 SD246  | ۲۴ سپتامبر ۲۰۰۰ |
| ۱۳۸۷۴۷ | 2000 SR246  | ۲۴ سپتامبر ۲۰۰۰ |
| ۱۳۸۷۴۸ | 2000 SU246  | ۲۴ سپتامبر ۲۰۰۰ |
| ۱۳۸۷۴۹ | 2000 SD253  | ۲۴ سپتامبر ۲۰۰۰ |
| ۱۳۸۷۵۰ | 2000 SH253  | ۲۴ سپتامبر ۲۰۰۰ |
| ۱۳۸۷۵۱ | 2000 SC259  | ۲۴ سپتامبر ۲۰۰۰ |
| ۱۳۸۷۵۲ | 2000 SP259  | ۲۴ سپتامبر ۲۰۰۰ |
| ۱۳۸۷۵۳ | 2000 SP270  | ۲۷ سپتامبر ۲۰۰۰ |
| ۱۳۸۷۵۴ | 2000 SA272  | ۲۸ سپتامبر ۲۰۰۰ |
| ۱۳۸۷۵۵ | 2000 SL272  | ۲۸ سپتامبر ۲۰۰۰ |
| ۱۳۸۷۵۶ | 2000 SC273  | ۲۸ سپتامبر ۲۰۰۰ |
| ۱۳۸۷۵۷ | 2000 SR280  | ۳۰ سپتامبر ۲۰۰۰ |
| ۱۳۸۷۵۸ | 2000 SS280  | ۳۰ سپتامبر ۲۰۰۰ |
| ۱۳۸۷۵۹ | 2000 SK281  | ۲۳ سپتامبر ۲۰۰۰ |
| ۱۳۸۷۶۰ | 2000 SO283  | ۲۳ سپتامبر ۲۰۰۰ |
| ۱۳۸۷۶۱ | 2000 SN286  | ۲۶ سپتامبر ۲۰۰۰ |
| ۱۳۸۷۶۲ | 2000 SR287  | ۲۶ سپتامبر ۲۰۰۰ |
| ۱۳۸۷۶۳ | 2000 SX290  | ۲۷ سپتامبر ۲۰۰۰ |
| ۱۳۸۷۶۴ | 2000 SP292  | ۲۷ سپتامبر ۲۰۰۰ |
| ۱۳۸۷۶۵ | 2000 SD306  | ۳۰ سپتامبر ۲۰۰۰ |
| ۱۳۸۷۶۶ | 2000 SL308  | ۳۰ سپتامبر ۲۰۰۰ |
| ۱۳۸۷۶۷ | 2000 ST313  | ۲۷ سپتامبر ۲۰۰۰ |
| ۱۳۸۷۶۸ | 2000 SM314  | ۲۸ سپتامبر ۲۰۰۰ |
| ۱۳۸۷۶۹ | 2000 SP314  | ۲۸ سپتامبر ۲۰۰۰ |
| ۱۳۸۷۷۰ | 2000 SK315  | ۲۸ سپتامبر ۲۰۰۰ |
| ۱۳۸۷۷۱ | 2000 SP316  | ۳۰ سپتامبر ۲۰۰۰ |
| ۱۳۸۷۷۲ | 2000 SH317  | ۳۰ سپتامبر ۲۰۰۰ |
| ۱۳۸۷۷۳ | 2000 SS318  | ۲۶ سپتامبر ۲۰۰۰ |
| ۱۳۸۷۷۴ | 2000 SJ320  | ۲۹ سپتامبر ۲۰۰۰ |
| ۱۳۸۷۷۵ | 2000 SA328  | ۳۰ سپتامبر ۲۰۰۰ |
| ۱۳۸۷۷۶ | 2000 SH328  | ۳۰ سپتامبر ۲۰۰۰ |
| ۱۳۸۷۷۷ | 2000 SX330  | ۲۷ سپتامبر ۲۰۰۰ |
| ۱۳۸۷۷۸ | 2000 ST334  | ۲۶ سپتامبر ۲۰۰۰ |
| ۱۳۸۷۷۹ | 2000 SL335  | ۲۶ سپتامبر ۲۰۰۰ |
| ۱۳۸۷۸۰ | 2000 SR338  | ۲۵ سپتامبر ۲۰۰۰ |
| ۱۳۸۷۸۱ | 2000 SH339  | ۲۵ سپتامبر ۲۰۰۰ |
| ۱۳۸۷۸۲ | 2000 SV344  | ۲۰ سپتامبر ۲۰۰۰ |
| ۱۳۸۷۸۳ | 2000 SJ349  | ۳۰ سپتامبر ۲۰۰۰ |
| ۱۳۸۷۸۴ | 2000 SN350  | ۲۹ سپتامبر ۲۰۰۰ |
| ۱۳۸۷۸۵ | 2000 SA351  | ۲۹ سپتامبر ۲۰۰۰ |
| ۱۳۸۷۸۶ | 2000 SL355  | ۲۹ سپتامبر ۲۰۰۰ |
| ۱۳۸۷۸۷ | 2000 SJ358  | ۲۳ سپتامبر ۲۰۰۰ |
| ۱۳۸۷۸۸ | 2000 SQ359  | ۲۶ سپتامبر ۲۰۰۰ |
| ۱۳۸۷۸۹ | 2000 SU362  | ۲۰ سپتامبر ۲۰۰۰ |
| ۱۳۸۷۹۰ | 2000 SZ362  | ۱۹ سپتامبر ۲۰۰۰ |
| ۱۳۸۷۹۱ | 2000 SK363  | ۲۱ سپتامبر ۲۰۰۰ |
| ۱۳۸۷۹۲ | 2000 SP365  | ۲۱ سپتامبر ۲۰۰۰ |
| ۱۳۸۷۹۳ | 2000 SV368  | ۲۵ سپتامبر ۲۰۰۰ |
| ۱۳۸۷۹۴ | 2000 TU2    | ۱ اکتبر ۲۰۰۰    |
| ۱۳۸۷۹۵ | 2000 TB4    | ۱ اکتبر ۲۰۰۰    |
| ۱۳۸۷۹۶ | 2000 TV6    | ۱ اکتبر ۲۰۰۰    |
| ۱۳۸۷۹۷ | 2000 TR9    | ۱ اکتبر ۲۰۰۰    |
| ۱۳۸۷۹۸ | 2000 TA13   | ۱ اکتبر ۲۰۰۰    |
| ۱۳۸۷۹۹ | 2000 TT15   | ۱ اکتبر ۲۰۰۰    |
| ۱۳۸۸۰۰ | 2000 TZ19   | ۱ اکتبر ۲۰۰۰    |
| ۱۳۸۸۰۱ | 2000 TJ26   | ۱ اکتبر ۲۰۰۰    |
| ۱۳۸۸۰۲ | 2000 TL27   | ۳ اکتبر ۲۰۰۰    |
| ۱۳۸۸۰۳ | 2000 TT34   | ۶ اکتبر ۲۰۰۰    |
| ۱۳۸۸۰۴ | 2000 TG36   | ۶ اکتبر ۲۰۰۰    |
| ۱۳۸۸۰۵ | 2000 TE39   | ۱ اکتبر ۲۰۰۰    |
| ۱۳۸۸۰۶ | 2000 TK39   | ۱ اکتبر ۲۰۰۰    |
| ۱۳۸۸۰۷ | 2000 TA43   | ۱ اکتبر ۲۰۰۰    |
| ۱۳۸۸۰۸ | 2000 TD43   | ۱ اکتبر ۲۰۰۰    |
| ۱۳۸۸۰۹ | 2000 TF43   | ۱ اکتبر ۲۰۰۰    |
| ۱۳۸۸۱۰ | 2000 TB50   | ۱ اکتبر ۲۰۰۰    |
| ۱۳۸۸۱۱ | 2000 TW50   | ۱ اکتبر ۲۰۰۰    |
| ۱۳۸۸۱۲ | 2000 TY54   | ۱ اکتبر ۲۰۰۰    |
| ۱۳۸۸۱۳ | 2000 TO56   | ۲ اکتبر ۲۰۰۰    |
| ۱۳۸۸۱۴ | 2000 TD58   | ۲ اکتبر ۲۰۰۰    |
| ۱۳۸۸۱۵ | 2000 TQ64   | ۷ اکتبر ۲۰۰۰    |
| ۱۳۸۸۱۶ | 2000 TG65   | ۱ اکتبر ۲۰۰۰    |
| ۱۳۸۸۱۷ | 2000 UR8    | ۲۴ اکتبر ۲۰۰۰   |
| ۱۳۸۸۱۸ | 2000 UK15   | ۲۹ اکتبر ۲۰۰۰   |
| ۱۳۸۸۱۹ | 2000 UL22   | ۲۴ اکتبر ۲۰۰۰   |
| ۱۳۸۸۲۰ | 2000 UN22   | ۲۴ اکتبر ۲۰۰۰   |
| ۱۳۸۸۲۱ | 2000 UM23   | ۲۴ اکتبر ۲۰۰۰   |
| ۱۳۸۸۲۲ | 2000 UR23   | ۲۴ اکتبر ۲۰۰۰   |
| ۱۳۸۸۲۳ | 2000 UR24   | ۲۴ اکتبر ۲۰۰۰   |
| ۱۳۸۸۲۴ | 2000 UK28   | ۲۵ اکتبر ۲۰۰۰   |
| ۱۳۸۸۲۵ | 2000 UR31   | ۲۹ اکتبر ۲۰۰۰   |
| ۱۳۸۸۲۶ | 2000 UY42   | ۲۴ اکتبر ۲۰۰۰   |
| ۱۳۸۸۲۷ | 2000 UB44   | ۲۴ اکتبر ۲۰۰۰   |
| ۱۳۸۸۲۸ | 2000 UD52   | ۲۴ اکتبر ۲۰۰۰   |
| ۱۳۸۸۲۹ | 2000 UL58   | ۲۵ اکتبر ۲۰۰۰   |
| ۱۳۸۸۳۰ | 2000 UJ62   | ۲۵ اکتبر ۲۰۰۰   |
| ۱۳۸۸۳۱ | 2000 UD68   | ۲۵ اکتبر ۲۰۰۰   |
| ۱۳۸۸۳۲ | 2000 UX88   | ۳۱ اکتبر ۲۰۰۰   |
| ۱۳۸۸۳۳ | 2000 UE91   | ۲۵ اکتبر ۲۰۰۰   |
| ۱۳۸۸۳۴ | 2000 UQ92   | ۲۵ اکتبر ۲۰۰۰   |
| ۱۳۸۸۳۵ | 2000 UZ97   | ۲۵ اکتبر ۲۰۰۰   |
| ۱۳۸۸۳۶ | 2000 UW100  | ۲۵ اکتبر ۲۰۰۰   |
| ۱۳۸۸۳۷ | 2000 UC109  | ۳۱ اکتبر ۲۰۰۰   |
| ۱۳۸۸۳۸ | 2000 VL3    | ۱ نوامبر ۲۰۰۰   |
| ۱۳۸۸۳۹ | 2000 VA10   | ۱ نوامبر ۲۰۰۰   |
| ۱۳۸۸۴۰ | 2000 VB10   | ۱ نوامبر ۲۰۰۰   |
| ۱۳۸۸۴۱ | 2000 VT15   | ۱ نوامبر ۲۰۰۰   |
| ۱۳۸۸۴۲ | 2000 VN22   | ۱ نوامبر ۲۰۰۰   |
| ۱۳۸۸۴۳ | 2000 VF39   | ۲ نوامبر ۲۰۰۰   |
| ۱۳۸۸۴۴ | 2000 VC41   | ۱ نوامبر ۲۰۰۰   |
| ۱۳۸۸۴۵ | 2000 VV57   | ۳ نوامبر ۲۰۰۰   |
| ۱۳۸۸۴۶ | 2000 VJ61   | ۲ نوامبر ۲۰۰۰   |
| ۱۳۸۸۴۷ | 2000 VE62   | ۳ نوامبر ۲۰۰۰   |
| ۱۳۸۸۴۸ | 2000 WD1    | ۱۶ نوامبر ۲۰۰۰  |
| ۱۳۸۸۴۹ | 2000 WL3    | ۱۷ نوامبر ۲۰۰۰  |
| ۱۳۸۸۵۰ | 2000 WR6    | ۱۹ نوامبر ۲۰۰۰  |
| ۱۳۸۸۵۱ | 2000 WW7    | ۲۰ نوامبر ۲۰۰۰  |
| ۱۳۸۸۵۲ | 2000 WN10   | ۲۰ نوامبر ۲۰۰۰  |
| ۱۳۸۸۵۳ | 2000 WN13   | ۲۱ نوامبر ۲۰۰۰  |
| ۱۳۸۸۵۴ | 2000 WK17   | ۲۱ نوامبر ۲۰۰۰  |
| ۱۳۸۸۵۵ | 2000 WU28   | ۲۱ نوامبر ۲۰۰۰  |
| ۱۳۸۸۵۶ | 2000 WT34   | ۲۰ نوامبر ۲۰۰۰  |
| ۱۳۸۸۵۷ | 2000 WC47   | ۲۱ نوامبر ۲۰۰۰  |
| ۱۳۸۸۵۸ | 2000 WE62   | ۲۶ نوامبر ۲۰۰۰  |
| ۱۳۸۸۵۹ | 2000 WN63   | ۲۷ نوامبر ۲۰۰۰  |
| ۱۳۸۸۶۰ | 2000 WO77   | ۲۰ نوامبر ۲۰۰۰  |
| ۱۳۸۸۶۱ | 2000 WO87   | ۲۰ نوامبر ۲۰۰۰  |
| ۱۳۸۸۶۲ | 2000 WP113  | ۲۰ نوامبر ۲۰۰۰  |
| ۱۳۸۸۶۳ | 2000 WO119  | ۲۰ نوامبر ۲۰۰۰  |
| ۱۳۸۸۶۴ | 2000 WM143  | ۲۰ نوامبر ۲۰۰۰  |
| ۱۳۸۸۶۵ | 2000 WP159  | ۲۰ نوامبر ۲۰۰۰  |
| ۱۳۸۸۶۶ | 2000 WO163  | ۲۱ نوامبر ۲۰۰۰  |
| ۱۳۸۸۶۷ | 2000 XD5    | ۱ دسامبر ۲۰۰۰   |
| ۱۳۸۸۶۸ | 2000 XR15   | ۵ دسامبر ۲۰۰۰   |
| ۱۳۸۸۶۹ | 2000 XL16   | ۱ دسامبر ۲۰۰۰   |
| ۱۳۸۸۷۰ | 2000 XP16   | ۱ دسامبر ۲۰۰۰   |
| ۱۳۸۸۷۱ | 2000 XG17   | ۱ دسامبر ۲۰۰۰   |
| ۱۳۸۸۷۲ | 2000 XU31   | ۴ دسامبر ۲۰۰۰   |
| ۱۳۸۸۷۳ | 2000 XV34   | ۴ دسامبر ۲۰۰۰   |
| ۱۳۸۸۷۴ | 2000 XN35   | ۴ دسامبر ۲۰۰۰   |
| ۱۳۸۸۷۵ | 2000 XF37   | ۵ دسامبر ۲۰۰۰   |
| ۱۳۸۸۷۶ | 2000 XA45   | ۵ دسامبر ۲۰۰۰   |
| ۱۳۸۸۷۷ | 2000 XG47   | ۱۵ دسامبر ۲۰۰۰  |
| ۱۳۸۸۷۸ | 2000 YE1    | ۱۸ دسامبر ۲۰۰۰  |
| ۱۳۸۸۷۹ | 2000 YQ2    | ۱۹ دسامبر ۲۰۰۰  |
| ۱۳۸۸۸۰ | 2000 YK6    | ۲۰ دسامبر ۲۰۰۰  |
| ۱۳۸۸۸۱ | 2000 YD9    | ۲۱ دسامبر ۲۰۰۰  |
| ۱۳۸۸۸۲ | 2000 YZ9    | ۲۰ دسامبر ۲۰۰۰  |
| ۱۳۸۸۸۳ | 2000 YL29   | ۲۶ دسامبر ۲۰۰۰  |
| ۱۳۸۸۸۴ | 2000 YQ37   | ۳۰ دسامبر ۲۰۰۰  |
| ۱۳۸۸۸۵ | 2000 YR41   | ۳۰ دسامبر ۲۰۰۰  |
| ۱۳۸۸۸۶ | 2000 YJ46   | ۳۰ دسامبر ۲۰۰۰  |
| ۱۳۸۸۸۷ | 2000 YE50   | ۳۰ دسامبر ۲۰۰۰  |
| ۱۳۸۸۸۸ | 2000 YQ52   | ۳۰ دسامبر ۲۰۰۰  |
| ۱۳۸۸۸۹ | 2000 YY55   | ۳۰ دسامبر ۲۰۰۰  |
| ۱۳۸۸۹۰ | 2000 YD61   | ۳۰ دسامبر ۲۰۰۰  |
| ۱۳۸۸۹۱ | 2000 YY61   | ۳۰ دسامبر ۲۰۰۰  |
| ۱۳۸۸۹۲ | 2000 YM64   | ۳۰ دسامبر ۲۰۰۰  |
| ۱۳۸۸۹۳ | 2000 YH66   | ۳۰ دسامبر ۲۰۰۰  |
| ۱۳۸۸۹۴ | 2000 YW67   | ۲۸ دسامبر ۲۰۰۰  |
| ۱۳۸۸۹۵ | 2000 YL74   | ۳۰ دسامبر ۲۰۰۰  |
| ۱۳۸۸۹۶ | 2000 YN74   | ۳۰ دسامبر ۲۰۰۰  |
| ۱۳۸۸۹۷ | 2000 YV77   | ۳۰ دسامبر ۲۰۰۰  |
| ۱۳۸۸۹۸ | 2000 YU87   | ۳۰ دسامبر ۲۰۰۰  |
| ۱۳۸۸۹۹ | 2000 YD95   | ۳۰ دسامبر ۲۰۰۰  |
| ۱۳۸۹۰۰ | 2000 YW97   | ۳۰ دسامبر ۲۰۰۰  |
| ۱۳۸۹۰۱ | 2000 YU98   | ۳۰ دسامبر ۲۰۰۰  |
| ۱۳۸۹۰۲ | 2000 YO102  | ۲۸ دسامبر ۲۰۰۰  |
| ۱۳۸۹۰۳ | 2000 YA107  | ۳۰ دسامبر ۲۰۰۰  |
| ۱۳۸۹۰۴ | 2000 YO108  | ۳۰ دسامبر ۲۰۰۰  |
| ۱۳۸۹۰۵ | 2000 YK110  | ۳۰ دسامبر ۲۰۰۰  |
| ۱۳۸۹۰۶ | 2000 YO118  | ۳۰ دسامبر ۲۰۰۰  |
| ۱۳۸۹۰۷ | 2000 YB129  | ۲۹ دسامبر ۲۰۰۰  |
| ۱۳۸۹۰۸ | 2000 YG130  | ۳۰ دسامبر ۲۰۰۰  |
| ۱۳۸۹۰۹ | 2000 YO135  | ۱۸ دسامبر ۲۰۰۰  |
| ۱۳۸۹۱۰ | 2000 YE136  | ۲۲ دسامبر ۲۰۰۰  |
| ۱۳۸۹۱۱ | 2001 AE2    | ۲ ژانویه ۲۰۰۱   |
| ۱۳۸۹۱۲ | 2001 AD4    | ۲ ژانویه ۲۰۰۱   |
| ۱۳۸۹۱۳ | 2001 AJ11   | ۲ ژانویه ۲۰۰۱   |
| ۱۳۸۹۱۴ | 2001 AB12   | ۲ ژانویه ۲۰۰۱   |
| ۱۳۸۹۱۵ | 2001 AW13   | ۲ ژانویه ۲۰۰۱   |
| ۱۳۸۹۱۶ | 2001 AS14   | ۲ ژانویه ۲۰۰۱   |
| ۱۳۸۹۱۷ | 2001 AZ19   | ۴ ژانویه ۲۰۰۱   |
| ۱۳۸۹۱۸ | 2001 AJ22   | ۳ ژانویه ۲۰۰۱   |
| ۱۳۸۹۱۹ | 2001 AU23   | ۳ ژانویه ۲۰۰۱   |
| ۱۳۸۹۲۰ | 2001 AE24   | ۱۵ ژانویه ۲۰۰۱  |
| ۱۳۸۹۲۱ | 2001 AR24   | ۴ ژانویه ۲۰۰۱   |
| ۱۳۸۹۲۲ | 2001 AY39   | ۳ ژانویه ۲۰۰۱   |
| ۱۳۸۹۲۳ | 2001 AS40   | ۳ ژانویه ۲۰۰۱   |
| ۱۳۸۹۲۴ | 2001 AV40   | ۳ ژانویه ۲۰۰۱   |
| ۱۳۸۹۲۵ | 2001 AU43   | ۴ ژانویه ۲۰۰۱   |
| ۱۳۸۹۲۵ | 2001 BA     | ۱۶ ژانویه ۲۰۰۱  |
| ۱۳۸۹۲۵ | 2001 BR     | ۱۷ ژانویه ۲۰۰۱  |
| ۱۳۸۹۲۸ | 2001 BP1    | ۱۶ ژانویه ۲۰۰۱  |
| ۱۳۸۹۲۹ | 2001 BU1    | ۱۶ ژانویه ۲۰۰۱  |
| ۱۳۸۹۳۰ | 2001 BQ3    | ۱۸ ژانویه ۲۰۰۱  |
| ۱۳۸۹۳۱ | 2001 BJ4    | ۱۸ ژانویه ۲۰۰۱  |
| ۱۳۸۹۳۲ | 2001 BB8    | ۱۹ ژانویه ۲۰۰۱  |
| ۱۳۸۹۳۳ | 2001 BT8    | ۱۹ ژانویه ۲۰۰۱  |
| ۱۳۸۹۳۴ | 2001 BW8    | ۱۹ ژانویه ۲۰۰۱  |
| ۱۳۸۹۳۵ | 2001 BH12   | ۲۰ ژانویه ۲۰۰۱  |
| ۱۳۸۹۳۶ | 2001 BK13   | ۲۱ ژانویه ۲۰۰۱  |
| ۱۳۸۹۳۷ | 2001 BK16   | ۱۹ ژانویه ۲۰۰۱  |
| ۱۳۸۹۳۸ | 2001 BJ18   | ۱۹ ژانویه ۲۰۰۱  |
| ۱۳۸۹۳۹ | 2001 BE20   | ۱۹ ژانویه ۲۰۰۱  |
| ۱۳۸۹۴۰ | 2001 BO23   | ۲۰ ژانویه ۲۰۰۱  |
| ۱۳۸۹۴۱ | 2001 BU28   | ۲۰ ژانویه ۲۰۰۱  |
| ۱۳۸۹۴۲ | 2001 BP29   | ۲۰ ژانویه ۲۰۰۱  |
| ۱۳۸۹۴۳ | 2001 BT30   | ۲۰ ژانویه ۲۰۰۱  |
| ۱۳۸۹۴۴ | 2001 BF31   | ۲۰ ژانویه ۲۰۰۱  |
| ۱۳۸۹۴۵ | 2001 BZ37   | ۲۱ ژانویه ۲۰۰۱  |
| ۱۳۸۹۴۶ | 2001 BA39   | ۱۹ ژانویه ۲۰۰۱  |
| ۱۳۸۹۴۷ | 2001 BA40   | ۲۳ ژانویه ۲۰۰۱  |
| ۱۳۸۹۴۸ | 2001 BR47   | ۲۱ ژانویه ۲۰۰۱  |
| ۱۳۸۹۴۹ | 2001 BS58   | ۲۱ ژانویه ۲۰۰۱  |
| ۱۳۸۹۵۰ | 2001 BR61   | ۳۱ ژانویه ۲۰۰۱  |
| ۱۳۸۹۵۱ | 2001 BV62   | ۲۹ ژانویه ۲۰۰۱  |
| ۱۳۸۹۵۲ | 2001 BP63   | ۲۹ ژانویه ۲۰۰۱  |
| ۱۳۸۹۵۳ | 2001 BW68   | ۳۱ ژانویه ۲۰۰۱  |
| ۱۳۸۹۵۴ | 2001 BD73   | ۲۸ ژانویه ۲۰۰۱  |
| ۱۳۸۹۵۵ | 2001 BX73   | ۲۹ ژانویه ۲۰۰۱  |
| ۱۳۸۹۵۶ | 2001 BK78   | ۲۴ ژانویه ۲۰۰۱  |
| ۱۳۸۹۵۷ | 2001 BT79   | ۲۱ ژانویه ۲۰۰۱  |
| ۱۳۸۹۵۸ | 2001 BZ79   | ۲۱ ژانویه ۲۰۰۱  |
| ۱۳۸۹۵۹ | 2001 CZ2    | ۱ فوریه ۲۰۰۱    |
| ۱۳۸۹۶۰ | 2001 CQ3    | ۱ فوریه ۲۰۰۱    |
| ۱۳۸۹۶۱ | 2001 CJ5    | ۱ فوریه ۲۰۰۱    |
| ۱۳۸۹۶۲ | 2001 CP7    | ۱ فوریه ۲۰۰۱    |
| ۱۳۸۹۶۳ | 2001 CA9    | ۱ فوریه ۲۰۰۱    |
| ۱۳۸۹۶۴ | 2001 CL9    | ۱ فوریه ۲۰۰۱    |
| ۱۳۸۹۶۵ | 2001 CD17   | ۱ فوریه ۲۰۰۱    |
| ۱۳۸۹۶۶ | 2001 CS17   | ۱ فوریه ۲۰۰۱    |
| ۱۳۸۹۶۷ | 2001 CN18   | ۲ فوریه ۲۰۰۱    |
| ۱۳۸۹۶۸ | 2001 CT18   | ۲ فوریه ۲۰۰۱    |
| ۱۳۸۹۶۹ | 2001 CZ18   | ۲ فوریه ۲۰۰۱    |
| ۱۳۸۹۷۰ | 2001 CV19   | ۲ فوریه ۲۰۰۱    |
| ۱۳۸۹۷۱ | 2001 CB21   | ۲ فوریه ۲۰۰۱    |
| ۱۳۸۹۷۲ | 2001 CO21   | ۱ فوریه ۲۰۰۱    |
| ۱۳۸۹۷۳ | 2001 CZ22   | ۱ فوریه ۲۰۰۱    |
| ۱۳۸۹۷۴ | 2001 CX24   | ۱ فوریه ۲۰۰۱    |
| ۱۳۸۹۷۵ | 2001 CT25   | ۱ فوریه ۲۰۰۱    |
| ۱۳۸۹۷۶ | 2001 CJ26   | ۱ فوریه ۲۰۰۱    |
| ۱۳۸۹۷۷ | 2001 CY31   | ۵ فوریه ۲۰۰۱    |
| ۱۳۸۹۷۸ | 2001 CD32   | ۱۲ فوریه ۲۰۰۱   |
| ۱۳۸۹۷۹ | 2001 CM32   | ۱۴ فوریه ۲۰۰۱   |
| ۱۳۸۹۸۰ | 2001 CY36   | ۱۴ فوریه ۲۰۰۱   |
| ۱۳۸۹۸۱ | 2001 CE47   | ۱۳ فوریه ۲۰۰۱   |
| ۱۳۸۹۸۲ | 2001 CS49   | ۲ فوریه ۲۰۰۱    |
| ۱۳۸۹۸۳ | 2001 DX4    | ۱۶ فوریه ۲۰۰۱   |
| ۱۳۸۹۸۴ | 2001 DY6    | ۱۶ فوریه ۲۰۰۱   |
| ۱۳۸۹۸۵ | 2001 DP7    | ۱۶ فوریه ۲۰۰۱   |
| ۱۳۸۹۸۶ | 2001 DB12   | ۱۷ فوریه ۲۰۰۱   |
| ۱۳۸۹۸۷ | 2001 DN12   | ۱۷ فوریه ۲۰۰۱   |
| ۱۳۸۹۸۸ | 2001 DQ12   | ۱۷ فوریه ۲۰۰۱   |
| ۱۳۸۹۸۹ | 2001 DK14   | ۱۹ فوریه ۲۰۰۱   |
| ۱۳۸۹۹۰ | 2001 DV14   | ۱۶ فوریه ۲۰۰۱   |
| ۱۳۸۹۹۱ | 2001 DF16   | ۱۶ فوریه ۲۰۰۱   |
| ۱۳۸۹۹۲ | 2001 DS16   | ۱۶ فوریه ۲۰۰۱   |
| ۱۳۸۹۹۳ | 2001 DQ19   | ۱۶ فوریه ۲۰۰۱   |
| ۱۳۸۹۹۴ | 2001 DY20   | ۱۶ فوریه ۲۰۰۱   |
| ۱۳۸۹۹۵ | 2001 DR22   | ۱۷ فوریه ۲۰۰۱   |
| ۱۳۸۹۹۶ | 2001 DT22   | ۱۷ فوریه ۲۰۰۱   |
| ۱۳۸۹۹۷ | 2001 DA24   | ۱۷ فوریه ۲۰۰۱   |
| ۱۳۸۹۹۸ | 2001 DX26   | ۱۷ فوریه ۲۰۰۱   |
| ۱۳۸۹۹۹ | 2001 DU27   | ۱۷ فوریه ۲۰۰۱   |
| ۱۳۹۰۰۰ | 2001 DA28   | ۱۷ فوریه ۲۰۰۱   |